# Охта (исторический район)
О́хта — исторический район Санкт-Петербурга на правом берегу Невы, в Красногвардейском районе.
Назван по впадающей в Неву реке Охте, на берегах которой находится этот район, разделяемый ею на две части: левобережная часть называется Малой Охтой, а правобережная — Большой Охтой.

### Ниеншанц
До начала XVIII века в шведские времена в устье Охты располагались крепость Ниеншанц и город Ниен (Ниен, от Nyenschanz или Schanz ter Nyen, т. е. укрепление Невы), в русских актах носивший название Канцы.
В городе было до 400 обывательских домов; с крепостью город сообщался при посредстве двух подъёмных мостов через реку Охту. Гарнизон Ниеншанца был численностью 600 человек. Комендантом крепости состоял некий полковник Яган Опалев.
В ходе Северной войны (1700—1721 годы) в конце апреля 1703 года русские войска осадили Ниеншанц. После недолгой осады 1 мая 1703 года гарнизон крепости Ниеншанц сдался.
2 мая комендант крепости и шведские офицеры «поднесли фельдмаршалу Шереметеву Борису Петровичу на серебряной тарелке крепостные ключи». 7 мая были взяты в плен два подошедших по Неве на помощь гарнизону крепости шведских фрегата — 10-пушечный Гедан и 8-пушечный Астрильд. После взятия Ниеншанц был переименован Петром I в Шлотбург.
Дальнейшую судьбу крепости рассматривал специальный военный совет, решавший «...тот ли шанец крепить или иное место удобное искать, понеже он мал, далеко от моря и место не гораздо крепко от натуры». В результате было принято решение «...искать нового места. И по нескольких днях найдено к тому удобное место». Новый город, получивший название Санкт-Петербург, был заложен Петром I 16 мая 1703 года на Заячьем острове, а Ниеншанц на долгие годы остался его отдалённым пригородом; административно же он на протяжении всего XVIII века относился к Шлиссельбургскому уезду.

### Образование Охтенской Слободы
Замечание: по правилам орфографии XVIII — середины XX века считалось правильным написание охтенский, охтенская. В документах 1826 года упоминаются Охтинские слободы.
Спустя 18 лет после основания Санкт-Петербурга и упразднения города Канцы в 1720-х годах начинается гражданская жизнь Охтенского поселения. Развитие Санкт-Петербургского порта и балтийского флота требовало значительного количества умелых мастеровых-плотников, способных выполнять судовые работы. До Петра I правительство России по обыкновению для выполнения таких работ собирало со всех концов государства мастеровых, которых «по окончании работ отпускало по домам». Для строительства балтийского флота существовала постоянная потребность в корабельных плотниках на неопределённое время. Лучшим решением этого Пётр I посчитал необходимым «плотников, собранных с разных частей России, водворить близь С-Петербурга на постоянное жительство». Такое поселение для новых мастеровых и их семей было решено основать в устье реки Охта «на правом берегу реки Невы, недалеко от места, где стояла прежде разрушенная крепость Ниеншанц». В этот период Пётр I издаёт ряд Указов, которые связаны с основанием, развитием, определением статуса и формированием законодательства в отношении новых Охтенских поселян.
В феврале 1720 года Пётр I издал на имя Президента Камер-Коллегии Князя Дмитрия Михайловича Голицина Указ «о построении в С.Петербурге по берегу Невы пяти сот изб с сеньми». Исполнение этого Указа было возложено на Полковника и от Гвардии Капитана Герасима Кошелева. Через год в январе 1721 года Пётр I на имя Г. Кошелева отдал новый Указ, который содержал постановление с «главным основанием прав состояния и преимуществ Охтенских Поселян». Главным смыслом этого Указа было выделение «особого назначения для нового сословия плотников, но с тем однако, чтобы промысел их развивался совершенно свободно без всякого стеснения обязательною повинностью». К марту 1721 года в устье реки Невы и реки Охты было построено 216 домов. Для заселения этих домов Пётр I повелел «послать офицера на Бело Озеро, на Вологду в Шуйский городок, в Каргополь на Устюг и на Холмогоры - взять с тех городов 432 человека добрых плотников таких, которые б были обыкновенны к судовой работе, и выслать их сюда с жёнами и с детьми и с пожитками ...». В марте 1722 года Сенатом был объявлен Высочайший Указ «о новом наборе 350 семей плотников с жёнами, детьми и пожитками для водворения в новопостроенные домы». Когда закончился второй этап заселения в мае 1723 года Пётр I, получив донесение о том, что «назначенное им новое поселение водворено в построенные для того домы», издаёт 6 июня 1723 года Указ, в котором повелевает: «переведенцам плотникам новопостроенной при С. Петербурге Охтенской Слободы быть в ведении Партикулярной Верфи». В результате все плотники переселенцы должны были быть переписаны и освидетельствованы в отношении способности к судовой работе и были обязаны участвовать в адмиралтейских работах на верфи. При этом они освобождались от всех податей и налогов, а за работу получали оплату. В 1723—1724 годах был установлен размер заработной платы, который составлял по 3 руб. 50 коп. в месяц (для сравнения: в петровские времена работники почтового ведомства имели следующие годовые оклады: секретарь почт-директорской Канцелярии — 400 руб., канцелярист — 200 руб., копиист — 50 руб., два почтальона-разносчика писем вместе — 24 руб. 60 коп.). Кроме того в этом указе была сделана оговорка «об освобождении от освидетельствования для судовой работы тех плотников и малолетних, которые находятся в обучении в казённой пивоварне для варения пива „на голандский манир и рощения солоду“». Таким образом упрочилось дальнейшее существование Охтенской Слободы, которая в первый раз получила здесь своё название. В целом в Указах Петра I по формированию Охтенской Слободы заключается законодательство в отношении к Охтенским поселянам, гражданское положение которых определялось следующим образом:

1. Они переселены на берега Невы в качестве вольных плотников.
2. Они освобождены от всяких податей и налогов.
3. Повинности их заключаются в обязанности исполнять адмиралтейские работы когда представится к тому надобность, с тем впрочем, чтобы за эти работы им давать противу других вольных плотников, или по 3 р. 50 к. в месяц.
4. Промысел им назначен исключительно плотничный.
5. Домы и огороды, к домам следующие, состоят в их полном владении.
6. Для выгона обещано и повелено отвести плотникам земли сколько следует по указу и писцовому наказу.
7. Управление ими возложено на контору партикулярной верфи.

— .
Таким образом было положено начало поселению Охтенская Слобода, которому было суждено расти и расширяться рядом с новой столицей и со временем войти в её состав.

### Охтинская Слобода в 1721—1800 годах

#### Население
Во времена Петра I собственно Охтинских плотников насчитывалось около 400 семей. Со временем численность населения Слободы увеличивалось непропорционально медленно по сравнению с населением Санкт-Петербурга. Так, в 1725 году в Санкт-Петербурге числилось до 75000 жителей, а на Охте — до 400 семей или до 1200 жителей. За 1750—1785 годы народонаселение столицы увеличилось до 195 тысяч жителей, а на Охте их числилось около 2200. Увеличение численности жителей Санкт-Петербурга в особенности в первые годы его существования происходило, в основном, от «постоянного прилива в столицу жителей из разных концов России и других стран». В противоположность этому жители Охты, «желая воспользоваться исключительно выгодным для себя положением допускали к себе пришельцев только в весьма редких случаях». О социальном составе жителей Охтинской Слободы во второй половине XVIII века можно судить по записям «Части первой о Рождающихся» Метрической книги города Санкт-Петербурга церкви «Марии Магдалины что на Верхней Охте» (Малой Охте) за 1789 год. В этом году родилось:
1. из плотников — 46 человек,
2. из крестьян — 13 человек,
3. из купечества — 7 человек,
4. из Санкт-Петербургских мещан — 5 человек,
5. из других сословий (работники Адмиралтейского Ведомства, солдаты, матросы, церковные служащие) — 6 человек.

#### Промышленность
В отношении развития промышленности в Охтинской Слободе можно отметить, что местные жители, являясь большей частью плотниками, токарями, столярами, посылались на работу в столицу или Кронштадт, получая за это дополнительную оплату. В свободное время они работают «для себя в городе или в домах своих плотниками, столярами, токарями и пр. даже из чернаго дерева и разными другими искусствами, подобно городским мастерам и по большей части дешевле. Иные имеют также маленькие фабрики вощанок на полы, сажи, набойки и пр.».
В июле 1717 года Пётр I издаёт Указ о «пороховых мельницах» в результате чего в среднем течении реки Охта «в трёх верстах выше Слободы» для нужд артиллерии началось сооружение Охтинских пороховых заводов. Для обеспечения работы пороховых мельниц соорудили плотину и создали искусственный водоём — Охтинский разлив. Работники пороховых заводов и их семьи проживали в расположенной неподалёку от завода деревне Пороховые. В 1717 году в деревне была построена первая деревянная церковь Святого Пророка Ильи. В 1781—1785 годах по проекту И. Шумахера на месте старой деревянной церкви была построена большая каменная церковь. В 1938 году храм был закрыт, а здание передано МПВО. С 1983 года началось восстановление зданий храмового комплекса. В августе 1989 года главный предел был освящён во имя Святого Пророка Ильи.

#### Земледельчество
Развитие земледельчества определяется тем, что Слобода «не имеет пашней, но большое пажитное место; тем соделывается продажа молока в С.-Петербург прибыточным промыслом баб, из коих иные, кроме простых, также большие голландские или так называемые холмогорские коровы имеют».
У А. С. Пушкина в его романе в стихах «Евгений Онегин» (гл. I, строфа XXXV) есть такие строки описания зимнего утра Санкт-Петербурга:

"Встаёт купец, идёт разносчик,

На биржу тянется извозчик,

С кувшином охтенка спешит,

Под ней снег утренний хрустит."

Памятник «Охтенка» открыт 6 июня 2003 г. в саду «Нева» Красногвардейского района Санкт-Петербурга.
Авторы — скульпторы В.Д.Свешников, Я. Я. Нейман, архитекторы С, М. Короленко, В. И. Морозов.
Таким образом к концу XVIII века общественное положение охтян определялось тем, что в селениях Охтинской Слободы естественным образом развивались три промысла: судостроение, столярное мастерство и скотоводство.

### Охтинская Слобода в XIX веке

#### Начало Охтинского адмиралтейства
В 1762 году Партикулярная верфь, в ведении которой по указу Петра I находились Охтинские плотники-переселенцы и которая изначально размещалась на берегу реки Фонтанки напротив Летнего сада, уступила место соляным и винным магазинам. После перевода верфи на Выборгскую сторону и недолгого там пребывания по указу Императрицы Екатерины II в 1781 году велено было «построить градскую верфь для строения российских торговых судов» в результате чего в конце XVIII века между Невой и устьем реки Охты была организована судостроительная верфь.

В 1801 году в звание товарища министра военных морских сил вступил Адмирал Павел Васильевич Чичагов. Многие современники считали его «способным и деятельным человеком редкого ума и замечательной проницательности, на котором держалось морское ведомство России». Военно-морское образование он получил в 1792—1793 годах во время обучения в морской школе Лондона. После изучения и оценки существующего состояния судостроения в Охтинской Слободе и положения Охтинских поселян Чичагов делает вывод о «неудобствах в существовавшем тогда образовании охтенских слобод». Связано это было с «происходящими с Охтянами частыми переменами, большей частью не в облегчение, а во умножение их повинностей, содержали их во всегдашней о благосостоянии своём неуверенности». В результате «они обратились к различным прибыточным для себя промыслам и даже торговле и подрядам ... и редкий уже Охтянин имеет о топоре понятие». После предварительных непосредственных переговоров и соглашений со старшинами охтинских слобод П.В.Чичагов представил в 1803 году Императору Александру I записку, в которой сформулировал свои предложения по изменению существующего положения. 25 августа 1803 года Александр I издал Именной Высочайший указ по которому охтяне были освобождены от обязательной казённой работы и переведены на определённый оброк «со всякой мужска пола души от 18-ти до 60-ти лет по тридцати рублей в год». На оброчную сумму морское министерство привлекало для работ в адмиралтейство вольнонаёмных мастеровых. Сами Охтинские корабельные мастеровые оставались в собственности морского ведомства до середины 1858 года, когда Высочайшим указом они были отпущены на волю. В 1806 году «нейшанцовская местность для строения судов была куплена в пользу Адмиралтейства». С этого времени верфь стала именоваться Охтенским адмиралтейством и в нём началась постройка гребных судов, а с 1811 года — бригов, с 1817 года — фрегатов и, наконец, в 1826 году был спущен первый большой 74-пушечный корабль "Александр Невский". На карте Охтинской верфи 1858 года и акварели середины XIX века изображены корабельные эллинги Охтинской верфи.

Таким образом было положено начало энергичной деятельности Охтинского адмиралтейства, на котором до 1845 года было построено 28 больших и 19 малых военных судов.

#### Паноптический институт
Паноптический от греч. panoptes Всевидящий.

Развитие судостроения наряду с существующим опытом в проектировании, построении и оснастки судов требовало совершенствования и разработки новых материалов, современных оптических инструментов и средств навигации. Для решения этих проблем П.В.Чичаговым «возбуждено было предложение об устроении в С. Петербурге механическаго и инструментальнаго завода для флота». В 1806 году прибывший из Англии Бригадир Бентам сформулировал одобренное П.В.Чичаговым предложение о устроении «Паноптического заведения», которое «заключалось в том, чтобы основать институт для образования искуссных механиков по всем техническим работам до флота касающимся, и образцоваго завода, где бы выделывались всякого рода инструменты, машины и вообще изделия, необходимыя в морском деле». В институте кроме чтения, письма, арифметики и черчения, предполагалось преподавать физику, математику, а также «некоторые высшия науки и свободныя художества, как-то рисование и скульптуру. Институт должен был принимать для воспитания детей всякого происхождения и звания от 7 лет и продолжать их воспитание и обучение до 22-х летнего возраста». 28 июня 1806 года Император Александр I утвердил план строительства Паноптического института на территории, примыкающей к Охтинскому адмиралтейству. Для «производства работ по возведению Паноптического Заведения ... Вице-Адмирал Чичагов исходатайствовал Высочайшее соизволение на перемещение из Охты казачей команды ... 200 адмиралтейских служителей». В августе 1806 года Бригадир Бентам приступил к строительству Паноптического заведения. К октябрю 1809 года деревянное главное здание Паноптического Заведения на каменном фундаменте в форме пятиконечной звезды было закончено. Продолжалось строительство начатого в мае 1807 года канала длиной 88 сажень (около 180 метров) от Невы до здания Института, т.е. до середины местности, занимаемой Охтенской верфью (канал хорошо виден на карте 1858 года). Кроме того строились «два дома: смотрительский и караульный, кухня, хлебная, прачешная и квасоварня». В главном здании были установлены паровая машина в 20 лошадиных сил, выписанная Бантамом из Англии, 20 токарных станков, конная машина и точильный станок. Предполагалось устроить следующие мастерские: кузнечную, слесарную, инжемического (машинного) дела, медно-котельную, медно-литейную, математических инструментов, столярную, оптическую, колёсную, а также портновскую, сапожную и шорную мастерские. В 1809 году в здание Паноптического института была переведена Мастерская мореходных инструментов, учреждённая в 1804 году на базе Ижорского адмиралтейского завода. Главным мастером был назначен механик Ричес, который «обязался перед Адмиралтейским Департаментом выделывать»: компасы, чертёжные инструменты, барометры, термометры, гигрометры, песочные склянки, секстаны и октаны, зрительные трубы. В Паноптике работало 8 мастеров, 177 подмастерьев, учеников и мастеровых. В караульной команде состояло 2 унтер-офицера и 20 рядовых. В Паноптике разрабатывались и изготовлялись новые образцы мореходных инструментов. Так в 1813 году компасным мастером Афанасьевым был сделан секстан «по образцу английских, а ценой в три раза дешевле». Всего на строительство и устройство Паноптического заведения к 1 января 1810 года было израсходовано 404 992 рубля. Параллельно около Пантоптического института продвигалось судостроение: «на берегу Невы возводились разных размеров элинги, на которых уже строились шхуна и катер под надзором Директора Кораблестроения Брюна; при этих работах состояла особая команда из 98 человек». 15 марта 1818 года от загоревшейся в кузнице балки вспыхнул пожар, пламя которого «совершенно уничтожило всё здание Паноптического института со всеми в нём устройствами и заведениями, почти все инструменты и запасы и большую часть служительской собственности». К счастью, никто из работников не пострадал. Убыток, нанесённый казне, доходил до 513 000 рублей. Было решено не восстанавливать Паноптику «ввиду громадной стоимости заведения». Все эллинги и стоящие рядом строения от огня не пострадали, поэтому судостроительные работы, судя по списку спущенных в эти годы судов, не были прерваны. Мастерская морских инструментов была переведена на Ижорские адмиралтейские заводы.

#### Пожарные части на Охте
В июне 1803 года Император Александр I издал указ об учреждении в столице Российской империи одиннадцати пожарных частей. Был определён штат пожарной команды, в котором утверждался её состав и численность, начиная от брандмайора, брандмейстеров, пожарных и т.д. и кончая трубочистами и кучерами. В различных районах Санкт-Петербурга в пожарных частях были построены каменные высотные каланчи. Пожарные части включались в съезжие дома – административные сооружения, совмещавшие в себе функции местного полицейского управления и пожарной части. С верхних площадок дозорные наблюдали за окрестными улицами. Команды дежурили сутками. Спать на дежурстве было можно, но только не раздеваясь и не снимая сапог. При пожаре постовые поднимали на вышке соответствующий сигнал. Днём сигнал состоял из определённого набора крестов и кожаных шаров, ночью из фонарей: белый фонарь — вместо шара, красный — вместо креста. Для каждой части города и категории пожара количество шаров и фонарей в сигнале было разным.

15 мая 1898 года высочайшим приказом Санкт-Петербургским брандмайором был назначен полковник Кириллов М.А. До этого дня он был известен как воин, участвовавший в боях. За ратные дела Митрофан Андреевич получил ордена Св. Владимира 3-й и 4-й степени, Св. Анны 2-й и 3-й степени, Св. Станислава 2-й и 3-й степени, а также многочисленные медали.
Назначение Кириллова М. А. петербургским брандмайором совпало со временем реорганизации пожарной команды, предпринятой градоначальником генерал-адъютантом Н. В Клейгельсом. Кириллов «горячо принялся за дело улучшения команды, вникая в малейшую подробность… пожарной охраны в столице». После изучения вопросов организации пожарной охраны, а также службу и вооружение пожарных команд в некоторых европейских столицах, он внедряет новые «приобретения» в практику работы Петербургской команды.

По его распоряжению в команде вводятся ежедневные «пожарные учения», на которые всегда съезжаются по две смежные части. Назначение служителей на высшие оклады стало проводиться «только по особому экзамену». Последнее распоряжение в первый же год улучшило состав нижних чинов команды. В 1899 году под руководством брандмайора «выработана новая пожарная инструкция». Ввиду роста числа пожаров им возбуждено ходатайство «об увеличении состава команды и окладов её чинов, улучшении сигнализации, повсеместной постановкой как в домах, так и на улицах сигнальных общедоступных аппаратов с заменой воздушного кабеля подземным». Брандмайор ходатайствовал об устройстве пожарного водопровода «с сильным напором и кранами, расположенными на расстоянии 50—100 саженей один от другого, что дало бы возможность сократить количество бочек в команде». Брандмайор не забывал о главном — повышении боеспособности команды за счёт её технического перевооружения и расширения специализации в пожарной команде. Все нововведения в полной мере коснулись охтинских пожарных частей.
Охтинская съезжая часть

Охтинская съезжая часть или 12-я пожарная часть, где располагалась полиция и образованная при ней пожарная команда, изначально находилась на берегу Невы в районе Конторской улицы вблизи храма Сошествия Святого Духа.
Охтинская пожарная команда была включена в состав наружной полиции и начала свою службу, как и полиция, 23 мая 1829 года. В 1887 году Охтинская пожарная часть переехала в здание Пригородной управы, полицейского участка и богадельни, которое было построено на Конторской улице в 1867 году. В 1898 году по проекту архитектора Игнатович Оттон Людвиговича была пристроена пожарная каланча, которая до настоящего времени является одним из символов Большой Охты. В 1829 году в штат Охтинской пожарной части входили брандмастер, помощник брандмастера и 48 рядовых служителей.
В 1838 году штат увеличился. На вооружении состояли ручные пожарные насосы, линейка для перевозки служителей и повозка с лестницами.

В 1897 году впервые все части снабдили телефонной связью.

В 1904 году Охтинская часть получила механическую лестницу на конном ходу.

В 1907 году в части появился паровой насос и, несмотря на то, что для приведения его в действие требовалось немало времени, он эффективно использовался при тушении пожаров.

В 1922 году Охтинская часть переведена на трёхсменную работу. Позднее отменена каланчовая служба.

В 1936 году Охтинскую пожарную часть переименовали в 12-ю городскую пожарную команду.

С начала Великой Отечественной войны пожарная охрана города была переведена на двухсменное дежурство. В дни блокады Ленинграда пожарные 12-й пожарной части продолжали героически тушить пожары. За годы войны от артобстрелов и голода погибли 26 пожарных, 8 специалистов получили серьёзные ранения.

В настоящее время манекен дежурного пожарного в форменной одежде прошлого украшает каланчу на углу Большеохтинского пр. и Конторской ул.
Мало-Охтинская пожарная часть

Изначально Мало-Охтинская пожарная часть располагалась в конце Мариинской (ныне Республиканской) улицы у берега реки Охта. Там было удобно набирать воду для пожарных бочек. В октябре 1911 года на Малой Охте случился большой пожар, сгорели все старые деревянные дома в начале Мариинской улицы рядом с Невой. Было решено перенести пожарную часть на это место, где было построено новое трёхэтажное кирпично-деревянное здание (кирпичная часть здания сохранилась до сих пор, правда, без каланчи). В нём расположилась пожарная команда — с "линейкой" и паровой машиной. В «Воспоминаниях старого охтянина» читаем:«...Нередко охтяне наблюдали выезд пожарных "на прогулку". Великолепные лошади, красные корпуса пролёток, красные же колёса, золотые каски... Особое внимание привлекала медно-золотая труба паровой машины мчавшейся за "линейкой" и, конечно, мощные, нетерпеливые кони.»

В 1928 году здание пожарной части было капитально реконструировано. Конюшня перестроена в гараж. Только каланча осталась деревянной, и постояла до 1980-х годов. Смотровой площадки на вышке уже не было и там просто развешивали шланги для просушки.

В настоящее время, с 2010 года, по адресу Красногвардейский район, Малая Охта, Республиканская улица дом 9 располагается «Отдел контроля соответствия продукции и услуг требованиям пожарной безопасности».

- Здание бывшей Мало-Охтенской пожарной части. Июнь, 2016 год

#### Перевозы через Неву на Охту
Для обеспечения связи между правобережной частью города и левым берегом столицы в густо населённых частях через Большую Неву были организованы пароходные перевозы:

1) Сенатский, от Сената к Румянцевскому скверу на Васильевском острове у Академии художеств.

2) Дворцовый, у Дворцового моста к Мытнинской набережной к Зоологическому саду.

3) Гагаринский, к Часовне Спасителя на Петербургской стороне.

Кроме пароходных перевозов существовали яличные перевозы через Большую Неву. Главные яличные перевозы:

1) от Смольного монастыря на Большую Охту в район Конторской улицы — два перевоза.

2) от Калашниковской набережной на Малую Охту в район Перевозного переулка.

3) от Воскресенской набережной на Выборгскую сторону.

Кроме перечисленных существовали перевозы через Малую Неву, Большую Невку, Среднюю Невку, Малую Невку, Фонтанку и во многих местах на Екатерининском канале.

#### Комаровский мост
С начала XVIII века, на месте современного Комаровского моста, существовала деревянная разводная переправа, посредством которой крепость Ниеншанц сообщалась с городом. Позже эта переправа вошла в летописи Петербурга под названием Горбатый мост. В первой четверти XIX века на левом берегу Охты рядом с мостом располагалась суконная фабрика графа Комаровского Е.Ф., которая обозначена на плане Санкт-Петербурга 1828 года. Фабрика была приобретена генерал-адъютантом Комаровским Е.Ф. в 1822 году по настоянию и при содействии императора Александра I. В своих Записках 1843 года главе X Комаровский Е.Ф. пишет:

«... император мне сказать изволил:

- Я слышал от Гурьева о намерении твоём купить суконную фабрику у Раля, мне это весьма приятно. Пора нам обратить внимание на сию важную часть и не платить столько денег иностранцам; суди, каким это будет служить поощрением для прочих, когда увидят, что приближенная ко мне особа, мой генерал-адъютант, занимается мануфактурной частью, а о пособиях ты не сомневайся.

Что мне оставалось после сего делать? Я решился и положился на промысел Всевышнего. Действительно, я получил впоследствии от императора Александра 200 тысяч и от ныне царствующего государя 100 тысяч рублей в пособие для моей Охтенской суконной фабрики.».

После приобретения запущенного малого предприятия Комаровский Е.Ф. при содействии царя оснастил фабрику современным европейским оборудованием. В результате на Первой Всероссийской выставке мануфактурной промышленности 1829 года сукна фабрики Комаровского были признаны лучшими, за что графу присудили большую золотую медаль. Образовавшаяся вокруг фабрики слобода получила название Комаровская. Именем владельца фабрики был назван мост через реку Охта. Реконструкция Комаровского моста произошла в 1910—1911 годах, после сооружения моста Петра Великого. В 1943 году после того, как с моста упал танк Т-34, деревянные балки пролётного строения заменили металлическими. В 1960 году по проекту инженеров Зайцева В.В., Левина Б.Б. и архитектора Носкова Л.А. был построен однопролётный железобетонный мост рамной конструкции по трассе, несколько смещённой для достижения симметрии предмостных площадей от оси ранее существовавшего.

#### Инструкция 1818 года и Указ от 24 марта 1858 года
Управление Охтенскими слободами осуществлялось в соответствии с Инструкциями, изданными ещё в 1744 году. Постоянное всестороннее развитие Охтенских слобод заставило к началу XIX века Правительственный Сенат принять решение о необходимости составления новой инструкции для управления Охтенскими слободами, более соответствующей современным потребностям. Новая такая инструкция была издана в июне 1818 года и содержала следующие основные правила:

1) Местное Охтенское Управление образовывалось из Охтенского Правления и Смотрителя над слободами, который был подчинён непосредственно Исполнительной Экспедиции, назначаемой Правительственным Сенатом. Две слободы: Большая Охта и Малая Охта разделялись на три участка или сотни, из которых две состояли на Большой Охте и одна — на Малой. Внутреннее управление каждой сотни возлагалось на старшину и старосту, избираемых ежегодно от общества. Оговаривались правила проведения выборов и подачи по истечении года подробных отчётов во всём, что было вверено попечению выбранных старшины и старосты,

2) оговаривались взаимные права, обязанности и пределы власти Смотрителя, старшин и старост. Власть каждого старшины и старосты распространялась только на тот участок, который его избрал. Оговаривались методы наказания за неподчинение решениям старшины и старосты. Определялись, с одной стороны, круг задач и вопросов, решение которых возлагалось на старшин и старост и, с другой, обязанности поселян слобод. Особенные подробные правила были установлены для предохранения слобод от пожарных случаев,

3) подробно определялись права, власть и обязанности Смотрителя над слободами.

В целом, нравственные начала, положенные в основу Инструкции 1818 года, свидетельствуют о стремлении к совершенствованию устройства и управления Охтенскими слободами.

Разнообразное развитие Охтенских слобод и, как следствие, значительное возрастание всесторонних связей со столицей вызвало необходимость издания 24 марта 1858 года Государственным Советом Указа «о присоединении Охтенских селений к С.-Петербургу». В основных пунктах Указа постановлялось:
1. Охтенские поселяне увольнялись из Адмиралтейского ведомства.
2. Им предоставлялась возможность причисления в городские или сельские сословия на основании общих законов.
3. Так «как большинство Охтян занимается ремесленною промышленностью» предлагалось образовать «Управу, по примеру С.-Петербургской Ремесленной Управы, подчинив её, на общем основании, С.-Петербургской Городской Думе».
4. В связи с освобождением Охтенских поселян от обязательной работы на казённых верфях, «обложить их в пользу казны и земства установленными податями и повинностями по новому званию».
5. Для приведения предложений Указа в действие была образована «временная Комиссия из чиновников разных ведомств ... для сообщения заключений Комиссии на утверждение Министра Внутренних Дел».

#### Ириновская железная дорога
Узкоколейная (ширина колеи 750 мм) Ириновская железная дорога строилась начиная с июня 1891 года по американскому образцу с упрощёнными требованиями к элементам дороги — профилю, плану трассы, инженерным сооружениям и начала действовать в 1892 году. В черте города конечная станция Охта и вокзал находились рядом с перевозом через реку Нева в районе Панфиловой улицы Большой Охты. Отсюда составы отправлялись к восточным пригородам Санкт-Петербурга. Железная дорога общего пользования предназначалась для перевозки пассажиров и грузов, основными из которых был торф. Добыча торфа и выделка из него брикетов велась на крупном торфопредприятии около станции Торфяная (ныне Рахья) рядом с селом Ириновка. Протяжённость железной дороги от Большой Охты до конечной станции Борисова Грива составляла 33,5 версты (около 34 километров). Всего дорога включала 5 станций II класса, 6 станций III класса с навесами для пассажиров и 4 остановочных пункта с открытыми платформами. В начале века дорога пользовалась огромной популярностью. Благодаря небольшой скорости движения состава сход и посадка пассажиров допускался не только на станциях, но и практически в любом месте.
На протяжении последующих лет с дорогой происходили следующие основные изменения:
- С 1923 по 1926 год дорога переведена на широкую колею, при этом была построена перемычка «Пискарёвка — Ржевка» для соединения с Финляндским вокзалом. Охтинский вокзал и пути к нему были демонтированы и на их месте организовано трамвайное сообщение.
- В годы войны по дороге проходил сухопутный участок Дороги жизни — от Ленинграда (Финляндский вокзал) до берега Ладожского озера.
- В 1960-х годах дорога была электрифицирована.

В черте современного города Ириновская железная дорога проходила от берега Невы по трассе Большой Пороховской улицы, 5-й Жерновской улицы, далее по южной обочине Рябовского шоссе. Охту магистраль пересекала по деревянному железнодорожному мосту (Охтинский мост № 1). В настоящее время историческая трасса бывшей Ириновской железной дороги сохранилась только в виде трамвайных путей вдоль Рябовского шоссе.
- Станция Охта Ириновской железной дороги
- Подвижной состав Ириновской железной дороги
- Мост № 1 через реку Охта Ириновской железной дороги
- Станция Ржевка Ириновской железной дороги
- Станция Торфяная Ириновской железной дороги

#### Церкви и кладбища на Охте
В самом начале основания Охтенского поселения с появлением первых переселенцев в 1720 году у реки Охта была заложена церковь во имя Св. Иосифа Древодела или Дровосека. В 1722 году деревянное строение было завершено. Её приход в основном составляли плотники галерной верфи. Однако, деревянная церковь быстро обветшала, и тогда «усердные Охтяне подаянием своим в 1732 году построили две каменные церкви и колокольню каменную с оградаю». Первая церковь была освящена во имя Святой Троицы с двумя приделами: Иосифа Древодела и Николая Чудотворца покровителя моряков, вторая — во имя Покрова Богородицы, была освящена в 1740 году.

Церкви Св. Иосифа Древодела принадлежало Охтенское кладбище, предназначенное для захоронения охтенских поселян. С 1732 года по указу Синода Охтенское кладбище наряду с другими городскими кладбищами использовалось как общегородское. В 1773 году последовало первое разрешение об учреждении на Охте на берегу реки Чернавки рядом с Охтенским нового Большеохтенского кладбища. 16 мая 1773 года Генерал-полицмейстер Генерал-Аншеф и Сенатор Н.И. Чечерин приказал: «дозволить на большой Охте по речке Чернавке отвести сто сажен на обведённом месте и погребать в оном греческие и раскольнические тела». В 1775 году на территории нового кладбища была построена церковь святого Георгия Победоносца, а кладбище стало называться Георгиевским. В 1819-1820 годах по случаю пожара церковь была перестроена и освящена в 1823 году. 1812-1814 годах рядом с церковью Георгия Победоносца на средства купца Никонова была заложена и построена новая церковь, освящённая во имя святого Николая Чудотворца. В настоящее время на Большеохтинском (Георгиевском) кладбище сохранилась только церковь святого Николая Чудотворца.

В 1833-1844 годах Троицкую церковь разобрали и на её месте возвели новую, освятив её во имя Сошествия Святого Духа. Восточнее в середине XVIII веке стояла небольшая каменная Покровская церковь с деревянным куполом. Весь ансамбль был уничтожен в 1930-е годы.

В начале 1870-х годов Степан Елисеев, сын основателя торговой фирмы Петра Елисеева, завещал своему сыну Петру построить рядом с Большеохтинским кладбищем храм. В 1881-1885 годах по проекту архитекторов К.К. Вергейма и Ф.А. Миллера храм был построен. Главный престол освящён в ноябре 1885 года во имя иконы Казанской Божьей матери. «В подвале храма устроена обширная часовня, а под нею фамильные склепы семейства Елисеевых, на собственные средства которых и выстроен храм». Церковь закрыта в 1920-х годах, снесена в 1929 году.

Журнал «Зодчий» Санкт-Петербургского общества архитекторов за 1903 год № 39 в разделе Хроника пишет:
«Новая богадельня на Б. Охте.
17-го сентября на Б. Охте закончены постройка и полное оборудование богадельни для неспособных к труду стариков и старушек, со школою для детей обывателей Охты и с амбулаториею для бедных больных, имени П. и Л. Елисеевых».
Основное здание богадельни располагалось рядом с церковью иконы Казанской Божьей матери и включало в себя несколько дополнительных зданий. При богадельне был сад, огород, водопровод и электрическая станция. Размещение в богадельне до 100 человек было бесплатным и к моменту публикации заметки все вакансии были заняты. В период с 1923 по 1969 годы здание богадельни последовательно занимали 137 единая трудовая школа, 10 средняя школа Красногвардейского района, 141 средняя школа. Все перечисленные школы – преемницы гимназии Нехорошевой Л.И., открытой на Охте в 1906 году. В настоящее время в здании богадельни размещается второй корпус Гидрометеорологического Университета, первый корпус которого находится на Малой Охте по адресу Малоохтинский пр., дом 98.
- Церковь Святого Георгия Победоносца (1817—1860), К. И. Брандт, К. А. Кузьмин, не сохранилась
- Единоверческая церковь Преподобной Марии, 1895—1898 г.г., арх. Н. Н. Никонов, закрыта и снесена в 1929 году
- Церковь Николая Чудотворца
- Главный вход в Б-Охтенское Георгиевское кладбище, август 2016 год
- Церковь иконы Казанской Божией Матери
- Усыпальница семейства Елисеевых
- Главное здание богадельни Елисеевых
- Гидрометеорологический Университет 2-й корпус. Здание бывшей богадельни Елисеевых

На Малой (Верхней) Охте в 1782 году на добровольные подаяния прихожан была построена каменная церковь во имя Святой равноапостольной Марии Магдалины. В 1851 году церковь была перестроена с «возведением новой колокольни, нового каменного купола и устроением в ней двух приделов».
В приходе церкви состояли жители деревень Большая и Малая Яблоновки и Клочки. В 1960-х годах деревни Большая и Малая Яблоновки были снесены. В настоящее время их территорию занимает комплекс зданий гипермаркета О‘Кей. Деревня Клочки размещалась по правому берегу Невы между современными улицами Зольная и Дыбенко. При церкви находилось крупное Малоохтенское православное кладбище. Занимало оно место между современными Малоохтинским и Новочеркасским проспектами, Перевозным переулком и Республиканской улицей. Под предлогом социалистической реконструкции в 1930-е годы кладбище начали уничтожать и уже к началу 1941 года на его месте практически был пустырь. Прах захороненного здесь в 1863 году писателя Помяловского Н.Г. был перенесён на Литераторские мостки Волковского кладбища. Во время блокады Ленинграда каждое место города, связанное с традицией захоронения, использовалось для создания братских могил. На бывшем Малоохтенском кладбище хоронили горожан, погибших от голода и холода в осаждённом Ленинграде. Однако, к 1950-м годам кладбище полностью закрыли и уничтожили, а на его месте устроили стадион.
В 1938 году церковь закрыли, а в уцелевшем здании организовали кинотеатр «Рассвет». В середине 1970-х годов остатки храма, к тому времени лишённые всякого архитектурного декора, были полностью снесены.

Спустя более 30 лет в память о трагических днях Блокады Ленинграда и его героических защитниках было принято решение построить в Петербурге Храм памяти ленинградской блокады. В 1994 году была образована инициативная группа для работы над проектом храма-памятника жертвам Блокады Ленинграда, который бы заменил для жителей города утраченную церковь Святой Марии Магдалины. Выбор места возведения храма вблизи берега Невы, его архитектура и размеры формируют панораму невского берега. Авторы проекта церкви архитекторы Ф. К. Романовский и Ю. П. Груздев. Строительство церкви велось только на добровольные пожертвования. На время строительства рядом была сооружена небольшая деревянная церковь, в которой с самого начала была заведена традиция поминовения людей, погибших в блокаду Ленинграда. Во время сооружения храма все жители города имели возможность приобрести кирпичики на его строительство. Более восьми тысяч таких кирпичей с именами жертв блокады было уложено в стены церкви. 28 августа 1999 года был освящён и установлен на куполе церкви крест, а храм торжественно освящён во имя Успения Пресвятой Богородицы.

В XVIII веке значительную часть местных Охтян составляли старообрядцы. Хоронить старообрядцев на православных кладбищах категорически запрещалось, поэтому на берегу реки Охта было выделено место для их захоронений. По указу Екатерины II там было учреждено небольшое кладбище, которое приобрело официальный статус в 1786 году. В дореволюционных документах оно именовалось «Малоохтинское раскольничье кладбище». Кладбище продолжало действовать достаточно долго вплоть до революции 1917 года. После революции захоронения в небольших количествах продолжались до 1946 года, когда кладбище было окончательно закрыто для захоронений. В послевоенные годы, при уничтожении Малоохтинского православного кладбища, на бывшее раскольничье перенесли несколько могил. К 1968 году на кладбище сохранилось всего около 2300 зарегистрированных захоронений. В настоящее время число их значительно уменьшилось. На кладбище оборудован урновый участок, на котором производятся захоронения при наличии родственных захоронений или льгот.

В 1857 году была освящена каменная однопрестольная церковь Усекновения Главы Святого Пророка Предтечи и Крестителя Господня Иоанна при доме призрения престарелых бедных женщин графа Кушелево-Безбородко. Размещалась церковь на Суворовской улице (современная улица Помяловского), дом 21. Богадельня содержалась на средства, внесённые графом Кушелевым-Безбородко Г.А. в 1858 году.

В 1872 году на средства потомственного почётного гражданина Лебедева была построена и освящена в 1878 году деревянная однопрестольная церковь Святого Благоверного Князя Александра Невского при Охтенском механико-техническом ремесленном училище. Размещалась церковь на Мариинской ул., которая находилась на левом берегу реки Оккервиль при впадении её в реку Охта.
В ноябре 1896 года 145 Новочеркасский Императора Александра III полк праздновал свой столетний юбилей. Казармы полка сохранились до настоящего времени вблизи Комаровского моста на Новочеркасском проспекте. Именно здесь в 1878 году был расквартирован на постоянной основе 145 Новочеркасский пехотный полк, а каменные казармы для солдат начали строить в 1884 году. «Празднество длилось несколько дней и заключалось: получении нового знамени, ВЫСОЧАЙШЕ пожалованного ГОСУДАРЕМ ИМПЕРАТОРОМ за доблестную верную службу Царю и Отечеству; в параде, проходившем в присутствии ИХ ВЕЛИЧЕСТВ в Михайловском манеже; в освящении полковой церкви, и т.д. 1 Декабря состоялось освящение нового храма, воздвигнутого в молитвенную память об Императоре Александре III и сооружённого при помощи пожертвований действительного статского советника Яковлева. ... По окончании торжественного богослужения, ИХ ВЕЛИЧЕСТВА отбыли из церкви при восторженных криках "ура" осчастливленных Новочеркассцев и собравшихся жителей Болшой и Малой Охт». Церковь находилась между Комаровским мостом и казармами полка.

### Охта в начале XX века

#### Население и промышленность
Начиная с середины XIX века после реформы 1861 года резко увеличивается прирост городского населения, происходит активное развитие города, его торговли и промышленности. По переписям численность населения столицы с 1881 года 928 тыс. человек выросла к 1913 году более чем в два раза и достигла 2019 тыс. человек. По административному делению Большая и Малая Охта являлись III участком Выборгской части города. Согласно переписям население Охты с 1869 года 9,3 тыс. человек выросло к 1900 году до 29,6 тыс. человек. Вместе с населением на Большой и Малой Охте развивались традиционные и возникали новые виды крупного и мелкого производства, такие как судостроение, производство кабельной продукции, асбеста, красок, обработка чугуна, леса. Было организовано ткацкое производство. По оценкам статистики сборника Весь Петербург на 1902 год на предприятиях Охты было занято более 2 тысяч охтян.
- Копия фрагментов справочника Весь Петербург на 1902 год
- Акция акционерного общества Уралит 1897 год

#### Учебные заведения на Охте[37]
Начальные городские училища Министерства народного просвещения.
Положение о начальном образовании 25-го мая 1874 года предполагало трёхлетний курс обучения в начальных городских училищах. Оканчивающие курс обучения получали навыки грамотности и знание четырёх арифметических действий. В курс начального обучения включались предметы:
1. Закон Божий
2. чтение книг гражданской и церковной печати
3. письмо
4. первые четыре действия арифметики
5. пение, рисование.

В 1893-1895 годах на Малоохтинском проспекте по плану гражданского инженера, архитектора Гешвенде А. Р. на средства одного из основателей Малоохтинского благотворительного общества действительного статского советника Петрова М. Г. было выстроено каменное двухэтажное здание. В нём разместились два начальных городских училища и лечебница для приходящих. На боковом фасаде здания до настоящего времени видны остатки сохранившейся мозаичной надписи «Городская лечебница для приходящих». После революции здесь располагались школа, детский сад, детский дом, а во время Великой Отечественной войны – часть помещений занимала 145 школа. В настоящее время в здании по адресу Малоохтинский проспект, 51 находится Санкт-Петербургское государственное бюджетное учреждение «Социально-реабилитационный центр для несовершеннолетних «Малоохтинский дом трудолюбия».
В 1896 году, на средства Охтинского Пригородного общества открылось первое начальное училище Охты, училище в память императора Александра III.
Высшие начальные училища Министерства народного просвещения.
«Население столицы с её развитою промышленностью и сложностью отношений не могло удовлетворяться такими скудными знаниями... Для выпускников начальных училищ, желающих продолжать своё образование, по Положению 31-го мая 1872 года (позже Положение 25 июня 1912 года) существовали высшие начальные городские училища». Шестилетний курс включал в себя обучение по следующим предметам:
1. Закон Божий
2. чтение и письмо
3. русский язык и церковно-славянское чтение с переводом на русский язык
4. арифметика
5. практическая геометрия
6. география и история отечества с необходимыми сведениями из всеобщей истории и географии
7. сведения из естественной истории и физики
8. чтение и рисование
9. пение
10. гимнастика.

На Охте работали два высших начальных училища:
− Первое Охтенское высшее начальное училище имени Имп. Петра Великого — Б. Охта, Конторская, 6.

Приложение «Неделя строителя» к журналу «Зодчий» № 37 за 1900 год пишет:

«15 августа на Большой Охте происходило освящение здания охтенского городского 4-х классного училища имени императора Петра I. Училище возникло по инициативе Р. В. Аникина и создано исключительно на средства пригородного
общества... Здание отличается просторными светлыми классами и имеет два больших рекреационных зала. В нём сосредоточены четырёхклассное училище и два начальных для мальчиков и девочек. В четырёхклассном училище в настоящее
время только три первых класса, в которых 120 учеников. Дети охтян пользуются бесплатным обучением.»
− Охтенское 2-е высшее начальное училище — М. Охта, Пустая, 11.
В дополнение к указанным в адресной и справочной книге «Весь Петроград на 1917 год» приведены следующие основные учебные заведения на Охте.
Церковные школы Петроградской Епархии:
− Одноклассная Троицкая церковная школа Охтенского Братства — М. Охта, Мариинская, 31-1 (в настоящее время Республиканская ул., 23). Школа располагалась в здании сиротского приюта Охтинского братства Пресвятой Богородицы, которое было построено по проекту архитектора Серова М. И. в 1915 году.
− Одноклассные церковно-приходские школы Мало-Охтенского благотворительного общества, основанного в 1878 в приходе церкви святой равноапостольной Марии Магдалины на Малоохтинском кладбище. Кроме женской богадельни содержались четыре одноклассных церковно-приходских школы, в которых обучалось более 225 детей обоего пола. Все заведения располагались в церковном доме в Перевозном пер., 2. Там же был организован вечерний класс черчения и рисования для учеников ремесленных мастерских.
− Одноклассная приходская школа при Покровской церкви — Б. Охта, Большой пр.
− Одноклассная школа в память 300-летия дома Романовых — М. Охта, М.-Охтенский, 26.
Начальные училища для детей рабочих Императорского Технического Общества:
− Охтенское капсюльное — при Охтенском заводе взрывчатых веществ.
− Охтенское — при Охтенском пороховом заводе.
Прогимназии:
− Прогимназия С.Н.Смольяниновой с профессорским классом — Б. Охта, Тарасова, 34б.
− Петроградское Охтенское общественное коммерческое училище — Б. Охта, Траурная, 1.
Школы профессиональной подготовки:
− Торговая школа общества распространения торгово-промышленных знаний в Петрограде — Б. Охта, Медведева, 4-1.
− Охтенское Механико-Техническое училище — М. Охта, Сергиевская, 1-11 (в настоящее время Республиканская ул., 39). Основатель училища — генерал-адъютант Фёдор Фёдорович Трепов, который в 1877 году открыл на свой счёт Охтенскую ремесленную школу на Малой Охте. Созданное учебное заведение было рассчитано на 60 воспитанников и разместилось в двух деревянных домах. На обучение, которое продолжалось в течение двух лет, принимали мальчиков с 12 лет. Воспитанники учебного заведения обучались токарному, сапожному, портняжному, столярному, слесарному, резному и кузнечному делу. В 1897 г. училище получило своё окончательное название «Охтинское механико-техническое училище». В начале XX века была проведена реконструкция помещений училища, в результате чего к концу 1903 года училище имело полностью завершённое каменное двухэтажное здание (архитектор Цейдлер В.П., инженер Н.Чижов) с помещениями для интерната на 150 человек, мастерскими, деревянными службами, надворными постройками. Выпускники училища поступали слесарями, железнодорожными техниками в паровозные мастерские, машинистами при машинах хлопчатобумажных фабрик, чертёжниками, разметчиками, сборщиками на различные заводы.

В настоящее время Охтинский колледж по образовательным программам, реализуемым за счёт средств бюджета Санкт-Петербурга, готовит специалистов по различным профессиям: закройщик, парикмахер, станочник (металлообработка), лаборант-эколог, мастер столярного и мебельного производства, сварщик (электросварочные и газосварочные работы), оператор швейного оборудования, слесарь механосборочных работ и пр.
− Курсы счетоводства Министерства народного просвещения — М. Охта, Пустая, 11.
− Школа кройки и шитья Мало-Охтенского благотворительного общества — М. Охта, Перевозный пер., 2.
Частные учебные заведения:
− Гимназия Лидии Ивановны Нехорошевой — Большеохтенский, 81. Женская гимназия Нехорошевой Л.И. была открыта 2 сентября 1906 года на основании разрешения, полученного основательницей из министерства народного просвещения. Перед революцией в гимназии насчитывалось 9 классов с общим числом учащихся около 400. Нехорошева Л.И. была начальницей гимназии до 1918 года, потом, до 1923 года, заведовала советской школой, до 1929 года была её завучем. Всё это время преподавала русский язык. Нехорошева Л.И. умерла в мае 1942 года, была похоронена на Большеохтинском Георгиевском кладбище.

#### Большеохтинский мост
Непрерывный значительный рост населения и промышленного производства требовал обеспечения постоянной надёжной переправы через Неву между основной частью столицы и Охтой для перевоза продуктов питания, различных потребительских товаров, материалов, сырья и средств производства в возрастающих объёмах. Действовавшие в то время два больших перевоза через Неву уже к концу XIX века перестали справляться с новыми требованиями.

Первый, Больше-Охтенский перевоз, был организован на Большой Охте с пристанью на левом берегу Невы в створе Охтенского проспекта (ныне Смольный проспект), на правом — в районе Конторской улицы Большой Охты. Второй, Мало-Охтенский перевоз, соединял левый берег Невы в створе Мало-Охтенского проспекта (ныне проспекта Бакунина) с правым в районе Перевозного переулка на Малой Охте. На карте города Санкт-Петербурга 1875 года Мало-Охтенский проспект обозначен как Калашниковский проспект. Перевозной переулок в настоящее время оканчивается на улице Стахановцев, не доходя до берега Невы.

В перспективном плане развития Санкт-Петербурга на 1829 год обозначается необходимость строительства постоянной переправы из центра города в район Охты. Из-за недостатка денежных средств решение этой проблемы было отложено и повторно вопрос был поднят лишь в 1880-х годах. В Неделе Строителя (приложение к журналу «Зодчий») № 11 за март 1887 года по поводу соединения Охты и основной части столицы отмечается:«Летом текущего года минет три года со дня присоединения Охтенского пригорода к городу С.-Петербургу. Присоединение однако только формальное; фактическое же подчинение Охты столичному городскому управлению в хозяйственном отношении последует лишь тогда, когда будет выстроен через Неву мост на соединение с обеими Охтами». В № 30 за июль 1898 года того же приложения читаем:«министром внутренних дел обращено внимание ... о настоящем положении дела относительно устройства моста через Неву для соединения Охты со столицею. В виду этого признать совершенно невозможным дальнейшее оставление без всякого движения вопроса о присоединении в хозяйственном отношении охтенского пригорода к городу С.-Петербургу».

В 1900 году началась разработка условий конкурса на составление проекта через Неву на Малую Охту. В разрабатываемой программе конкурса ставится условием проектировать мост с полотном для конно-железной дороги и для паровой тяги. 1 сентября 1901 года был объявлен международный конкурс на проект переправы. В результате был выбран проект «Свобода судоходству», выполненный профессором Николаевской инженерной Академии полковником Кривошеиным Г.Г. и архитектором военным инженером подполковником Апышковым В.П..

Закладка переправы состоялась 26 июня 1909 года накануне 200-летия Полтавской битвы, триумфатором которой был Пётр I. В знак этого события мост назвали именем Императора Петра Великого. Переправа строилась быстро и была открыта 26 октября 1911 года. Руководил строительством сам автор проекта Кривошеин Г.Г. Разводной пролёт и механизм развода выполнил Петербургский Металлический завод, а подрядчиком выступила варшавская строительная фирма.

Построенный мост резко отличался от существовавших Литейного и Троицкого мостов. Он имел 3 пролёта. Центральный, разводной, длиной 48 метров украшен высокими гранитными башнями – маяками, увенчанными фонарями в виде кубов. К башням примыкали небольшие башенки, напоминающие средневековые крепостные башни. Крылья пролёта разводятся вертикально и двигаются вокруг неподвижных горизонтальных осей. Два боковых пролёта длиной по 136 метров оригинальной формы в виде гигантских металлических арок образуют своеобразную крышу. Опоры моста и спуск к воде у левобережной опоры покрыты гранитом. На гранитных башнях установлены мраморные доски с именами строителей, создавших этот шедевр мостостроения.

На плане 1917 года в приложении к адресной и справочной книге «Весь Петроград» (Издание товарищества «А. С. Суворина – Новое время») мост обозначен как Охтенский мост. После революции мост был переименован в Большеохтенский. В 1990-е годы мост капитально реконструирован. Кроме очистки старого и нанесения нового покрытия металлических конструкций были заменены разводной пролёт и подъёмные механизмы, уложено новое асфальтовое полотно. Любопытно, что на разводной части моста полотно укладывали дважды. Первоначально уложенный асфальт при разводке створок пролёта не удержался на гладкой поверхности и «скатился» с неё. После наварки арматурных прутьев на металлическую поверхность створок пролёта, асфальт был уложен заново и прочно удерживался при разводке моста. На время реконструкции рядом с разводной частью был построен временный деревянный пешеходный переход. Движение транспорта по мосту было закрыто. Реконструкция была закончена в 1997 году и мост был открыт для транспорта. На пролётах моста восстановлена надпись «1908 Мост Императора Петра Великого 1911». В 2000 году была выполнена художественная подсветка для чего на мосту установлено более 1300 светильников мощностью до 1000 ватт. Для увеличения пропускной способности в 2005 году прекращено движение по мосту трамваев, а в конце 2010 года демонтированы трамвайные рельсы.

#### Финляндский мост
В начале XIX века после длительного противостояния России со Швецией Финляндия была присоединена к России. В марте 1809 года в финском городе Борго (Порвоо) был торжественно открыт сейм Финляндии. В работе сейма были рассмотрены четыре правительственных предложения относительно вхождения Финляндии в состав России. 7 июля 1809 года Император Александр I в своей речи на закрытии сейма объявил о присоединении Финляндии к России с сохранением её обособленности. За годы пребывания в составе России экономика Финляндии быстро прогрессировала даже по сравнению с промышленно развитыми частями Российской империи. Несмотря на неурожай 1856 года «по окончании бедствий страна быстро оправилась и деятельность закипела. Первым результатом была постройка железной дороги. соединившей Финляндию с Петербургом, а через него и с остальной Европой». К 1875 году «торговля Финляндии с Россией увеличивалась и увеличивается в мере значительно большей, нежели её торговля с иностранными государствами ... объяснением этого служат железные дороги, товарное движение по которым возрастает и быстро и в крупных размерах».

К концу XIX века железнодорожная сеть Санкт-Петербурга включала в себя:

1) на правом берегу Невы в северной части города

- Ириновская железная дорога

- Финская железная дорога

2) на левом берегу Невы в южной части города

- Балтийская железная дорога

- Варшавская железная дорога

- Николаевская железная дорога

Правобережная Финская железная дорога не имела выхода на железные дороги левого берега, что ограничивало возможности товарообмена между Финляндией и другими странами Европы. Назрела необходимость построения железнодорожной переправы через Неву. Финляндский железнодорожный мост был построен в 1910-1912 годах по проекту инженеров Белелюбского Н. А., Кривошеина Г. Г., Александрова И. Г. и архитектора Апышкова В.П., в основном, на средства Финляндии. Название своё Финляндский мост получил по своему назначению.

Мост представляет собой металлическую двухпутную конструкцию длиной 538 метров (1139 метров с прилегающими эстакадами). По сути мост состоит из двух отдельных мостов, каждый из которых включает по четыре одинаковых пролёта длиной по 110 метров каждый в виде арок и двукрылого разводного пролёта посредине. На левом берегу подъезд к мосту проходит по железобетонной многопролётной эстакаде (построена в 1911—1913 годах по проекту датской фирмы), на правом — по металлическому путепроводу.

За время эксплуатации мост несколько раз реконструировался и ремонтировался. В 2002—2003 годах в связи со строительством Ладожского вокзала и возросшим транспортным потоком был произведён капитальный ремонт старого моста с заменой разводного механизма, проезжей части и опорных частей.
- Финляндский мост в 1913-1920 годах, на левом берегу видна эстакада
- Финляндский железнодорожный мост, 2004 год

#### Пожар 11—12 августа 1917 года на Малой Охте
11 августа 1917 года на Малой Охте в Петрограде произошёл сильнейший пожар, в котором сгорели и были разрушены заводы и склады с большими запасами снарядов. Шла Первая Мировая Война, все работали на фронт и производили военную продукцию. Первый взрыв произошёл на механическом заводе Бенуа (в настоящее время ОАО «Буревестник»), что на Малоохтинском проспекте. Вторым взрывом разрушило здание, где складировались тысячи готовых ракет, начинённых пороховой мякотью, бенгальским огнём, фейерверочными составами. Спустя несколько минут пламя перебросилось на расположенный на другой стороне улицы снарядный завод «Светлана», после чего загорелся завод светящихся и сигнальных ракет Лианозова С. Г. Взрывы ракет и снарядов следовали один за другим, осколки разлетались в разные стороны, поджигая на месте своего падения многочисленные деревянные строения. Пожар быстро распространялся вдоль Малоохтинского проспекта в сторону Финлядского моста. По воспоминаниям очевидцев в течение часа по обеим сторонам проспекта запылали около сорока домов с пристройками. Судя по тексту заметки под фотографией пожара на Малой Охте 1917 года полностью выгорело здание колёсного завода, расположенного по Малоохтенскому проспекту в домах №№ 108-110. На Неве загорелись несколько дровяных и угольных барж, а на берегу — штабеля складированных дров.

На картах Петрограда того времени естественно нет отметок о положении заводов военного назначения. Однако, исходя из положения источника дымного облака и его направления на фотографии пожара на Малой Охте, можно судить, что очаг возгорания захватил огромную площадь и находился между современными Новочеркасским и Малоохтинским проспектами, Перевозным переулком и Гранитной улицей (железной дорогой). Слева на фото видна колокольня церкви Марии Магдалины. Сама фотография сделана с Калашниковской (ныне Синопской) набережной левого берега Невы. Большая часть ракет падала в Неву, но отдельные перелетали через реку, падая у церкви Бориса и Глеба на Калашниковской набережной. Колокола во всех церквях начали перезвон и местное население Охты стало самостоятельно эвакуироваться. Пожар продолжался около суток. Погибло более 20 рабочих и солдат. Пламя тушили огнеборцы Охтинской и Мало-Охтинской пожарных команд. Колоссальный ущерб подсчитать не успели, так как через два месяца в России произошла Октябрьская социалистическая революция. По этой же причине вообще имеется мало информации об этой большой катастрофе.

- Заметка о пожаре 1917 года на Малой Охте
- О пожаре на Малой Охте. Новое время, 13 августа 1917 год

### Охта после 1917 года

#### Охта в административно-территориальном делении Петрограда-Ленинграда
Территория Петрограда в 1917 году делилась на 12 полицейских частей и 7 пригородных участков. Охтенский пригородный участок граничил с Выборгским городским участком по Александровской улице . Как и все пригородные участки, он имел собственное упрощённое муниципальное управление. После Февральской революции и ликвидации полиции вместо частей и участков решением Городской думы 24 марта 1917 года были образованы 19 административных районов, в том числе, Охтинский.
По постановлению исполкома Петроградского Совета от 24 июня 1919 года была произведена реорганизация районов города, в результате чего Охтинский и Рождественский были объединены в Смольнинский район.
На II Всесоюзном съезде Советов 26 января 1924 года город Петроград был переименован в Ленинград.
9 апреля 1936 года согласно постановлению президиума Ленсовета вместо 9 было образовано 15 районов, в частности, из Выборгского района был выделен Калининский район, в который входили Большая и Малая Охта, Полюстрово, Ржевка, Пороховые.

#### История основных промышленных предприятий Охты
После Октябрьской революции для стабилизации и восстановления народного хозяйства в Советской России в 1920-е годы проводилась новая экономическая политика — НЭП. В промышленности проводились структурные изменения — упразднялись главки, вместо которых создавались тресты. Однородные или взаимосвязанные предприятия объединялись и получали полную хозяйственную и финансовую независимость. Менялась структура государственного аппарата управления народным хозяйством. Предприятия входили в подчинение новых структур. Структурные изменения отражались, в частности, и в названиях Охтинских предприятий.
Ленинградский арматурный завод им. И. И. Лепсе Управления машиностроения ЛЕНСОВНАРХОЗА (1918-1964 гг.)

Декретом СНК от 28 июня 1918 года судостроительный и механический завод «Охта», существовавший с 1892 года, национализирован.
Дальнейшие переименования:

- апрель 1919 год «Охтинская верфь» Центрального правления тяжёлой промышленности СНХ Северного района,

- 1921-1923 года государственный завод речного судостроения,

- 1923 год завод «Красный судостроитель»,

- 1929 год завод им. И.И. Лепсе,

- 1930-1935 года завод «Знамя труда» № 5 им. И.И. Лепсе,

- с 1935 года Ленинградский государственный арматурный завод им. И.И. Лепсе.

Постановлением ЛСНХ от 10 февраля 1964 года завод вошёл в состав Объединения арматурных заводов «Ленарматура» им. И.И. Лепсе. В настоящее время находится по адресу Магнитогорская ул., 11/Шаумяна пр., 6.
Ленинградский государственный завод № 370 Управления судостроительной промышленности ЛЕНСОВНАРХОЗА (1921-1973 гг.)

В 1918 году Охтинский снарядный цех Адмиралтейского завода, ведущий свою историю от Охтинской верфи, основанной в 1721году, передан в ведение ВСНХ РСФСР. В 1920 году цех перешёл в Управление военно-морской промышленности ПСНХ (Петровоенпром).

Дальнейшие переименования:

- 1921 год стал самостоятельным Охтинским снарядным заводом «Крейтон»,

- 1922 год Охтинский снарядный и судостроительный завод,

- 1923 год Петроградский снарядный завод «Фугас»,

- 1924 год механический литейный и снарядный завод «Петрозавод»,
 
- в 1936 году «Петрозавод» стал называться заводом № 370.

В 1921-1925 годах завод был арендован частными предпринимателями, в 1925-1926 годах сдан в аренду Охтинскому металлургическому заводу. В 1973 году вошёл в состав научно-производственного объединения «Ритм».
Завод № 338 Управления судостроительной промышленности Ленинградского СНХ, 1804 — по настоящее время, Красногвардейская пл., 1
Мастерская мореходных инструментов при Адмиралтействе основана 11 июля 1804 года на базе старейшего в России завода «Штурманские приборы», созданного по Указу Петра 1 в 1721 году. После Октябрьской революции передана в ведение Гидрографического Управления Военно-морских сил Рабоче-Крестьянской Красной Армии.

Дальнейшие переименования:

- в 1931 году мастерская переименована в Завод мореходных инструментов того же Управления,

- с 1938 года по 1943 год Завод штурманских приборов Гидрографического Управления Военно-морских сил СССР,

- после 1943 года переименован в Мастерские мореходных инструментов Гидрографического Управления Народного Комиссариата (с марта 1946 года — Министерства) Военно-морского Флота СССР,
 
- С 1944 года назван Заводом № 338.

В 1959 г. к нему присоединён завод «Гидрометприбор» (ф. 9613) на В.О., 19 линия, 10. В последнее время это вновь Завод штурманских приборов НПО «Азимут» (в настоящее время ОАО «Штурманские приборы», Красногвардейская пл., 1).

Является одним из ведущих производителей морской навигационной техники в России — магнитных компасов с электронно-цифровой передачей курса, индукционных и гидродинамических лагов, приборов трансляции и других навигационных приборов для кораблей ВМФ РФ, пограничной службы ФСБ РФ и судов гражданских ведомств.
Ленинградский государственный завод рентгеновской аппаратуры «БУРЕВЕСТНИК» Министерства электротехнической промышленности СССР (1918—1972 гг.)

В 1918 году фабрика точных приборов товарищества Н. Бенуа и Ко, образованная в 1913 году, национализирована и реорганизована в завод оптического и механического производства куста точных приборов и часового производства Секции по металлу СНХ Северного района (с 1920 года ПСНХ).

Дальнейшие переименования:

- 1919 год Октябрьский механический завод,

- 1920 год Охтинский механический завод,

- 1923 год механический завод «Буревестник»,

- 1929 год завод электромедицинского оборудования «Буревестник»,

- 1954 год Ленинградский государственный завод рентгеновской аппаратуры «Буревестник».

В 1972 году вошёл в состав научно-производственного объединения «Буревестник». В настоящее время находится по адресу Малоохтинский пр., 68.
Завод железобетонных изделий «БАРРИКАДА» Главного Управления промышленности строительных материалов и деталей ИСПОЛКОМА ЛЕНГОРСОВЕТА (1920 г. — по наст. время)

В 1920 году завод цементных труб торгового дома «Андрей Эллерс», основанный в 1901 году, национализирован и передан в ведение Минеральной секции ПСНХ, в 1922 году сдан в аренду и назывался канализационным заводом «Баррикада».

Дальнейшие переименования:

- 1924 год передан в ведение Ленинградского отдела коммунального хозяйства и переименован в завод цементных труб «Баррикада»,

- 1938 год передан в ведение Наркомата промышленности стройматериалов СССР и переименован в завод цементных изделий «Баррикада»,

- 1956 год завод перешёл в ведение управления «Главленстройматериалы» и реорганизован в завод железобетонных изделий «Баррикада»,

- 1971 год из 6 заводов железобетонных изделий создано Ленинградское производственное объединение «Баррикада»,

- 1992 год реорганизовано в АОЗТ (ныне ЗАО) «Производственное объединение «Баррикада».

В 1970-1980 годах объединение являлось одним из основных поставщиков сборных железобетонных конструкций и железобетонных изделий для строек ленинградского региона.

С 2010 года ОАО «ПО «Баррикада» — ведущий производитель железобетонных изделий в Северо-Западном федеральном округе. Предприятие располагает 5 производственными площадками, 4 — в Санкт-Петербурге, 1 — в Ленинградской области.
Охтинский лесозавод треста «СЕВЗАПЛЕС» (1920- 1950 гг.)

Согласно постановлению ВСНХ РСФСР от 25 марта 1920 года Охтинский лесопильный завод торгового дома «Брант и Ко», образованный в 1875 году, национализирован, передан деревообделочной секции ПСНХ и переименован в 3-й государственный лесопильный завод.

Дальнейшие переименования:

- 1930 год 8-й лесопильный завод,

- 1937 год Охтинский государственный лесозавод.

В 1950 году присоединён в Охтинскому деревообрабатывающему комбинату. Находится по адресу Ленинград, Магнитогорская ул., 17 (Большая Охта, Зубов пер., 40/1 в 1919-1927 годах).
Завод «РУССКИЕ САМОЦВЕТЫ» ГЛАВЮВЕЛИРПРОМА (1933- 1969 гг.)

В 1912 году Указом Николая II было основано Общество поощрения и совершенствования шлифовального и гранильного ремесла «Русские самоцветы». В 1933 году на базе опытных мастерских треста был открыт Государственный завод по обработке камней самоцветов № 2 Государственного республиканского Треста «Русские самоцветы». В 1957 году переименован в Ленинградский завод «Русские самоцветы». В 1969 году ленинградские предприятия завод «Русские самоцветы», Ювелирный завод и Ювелирная фабрика объединены в один завод с присвоением ему наименования Ленинградский ювелирный завод «Русские самоцветы». В настоящее время завод и крупнейший в Санкт-Петербурге ювелирный магазин находится по адресу пл. Карла Фаберже, 8 рядом со станцией метро Ладожская.
Ленинградский тексово-шнуровочный завод им. Октябрьской революции треста «КОЖФУРНИТУРА» Главного Управления кожевенно-обувной промышленности (ГЛАВОБУВЬ) Наркомата лёгкой промышленности СССР (1919—[1941] гг.)

Гвоздильный завод «Братья Элисон», существовавший до 1917 года, национализирован в 1919 году и передан в ведение Петроградского Совета народного хозяйства (ПСНХ).

Дальнейшие переименования:

- 1920 год Государственный тексовый завод № 36 бюро «Гвоздь»,

- 1921 год тексово-механический завод Петроградского государственного (губернского) треста кожевенной промышленности «Петрокожтрест»,

- в конце 1922 года тексовый завод им. «Октябрьская революция» Петроградского (с 1924 года — Ленинградского) государственного (республиканского) треста кожевенной промышленности «Ленкожтрест»,

- 1936 год Ленинградский государственный тексово-шнуровочный завод им. «Октябрьской революции» треста «Кожфурнитура» НК лёгкой промышленности СССР.

Существовал по 1941 год по адресу Ленинград, Малая Охта, ул. Сергиевская, 6. На 1940 год производил металлическую обувную фурнитуру.
Охтинский завод взрывчатых веществ (1917—1975 гг.)

Охтинский завод взрывчатых веществ, образованный в 1902 году на базе Охтинского капсюльного заведения и мелинитового отдела Охтинского порохового завода, был национализирован и в 1918 году перешёл в ведение Центрального правления артиллерийских заводов Наркомата по военным делам РСФСР, в 1919-1920 годах подчинялся непосредственно ВСНХ РСФСР. 5 октября 1920 года были объединены Охтинский завод взрывчатых веществ и Охтинский пороховой завод в Охтинский завод пороховых и взрывчатых веществ, который подчинялся Севзапвоенпрому. 2 декабря 1922 года заводу присвоено имя И.А. Авдеева, а с 1924 года он был переименован в Центральный опытный завод пороховых и взрывчатых веществ им. И.А. Авдеева. В 1927 году разделён на два самостоятельных завода — Охтинский химический завод и Ленинградский государственный завод «Краснознамёнец» № 5. В 1975 году было образовано научно-производственное объединение «Краснознамёнец», в состав которого вошёл завод № 5.
Завод «Северный пресс»

Завод «Северный пресс» создан в январе 1932 года на базе метало-штамповочного цеха и участка хромолитографии по жести завода «Невгвоздь». Специализировался на производстве фурнитуры, детских механических игрушек, патефонов, различных штамповочных изделий. В годы Великой Отечественной войны 1941-1945 годов изготавливал противопехотные и противотанковые мины, гранаты, корпуса глубинных бомб. В 1950 году предприятие вошло в состав Министерства судостроительной промышленности СССР. Перед заводом была поставлена задача: освоить производство новейшей радиотехнической аппаратуры для кораблей Военно-Морского флота. В настоящее время компания АО "Северный пресс" находится по адресу 195196, город Санкт-Петербург, ул. Таллинская, 7.
Ленинградская государственная бумагопрядильная фабрика «ВОЗРОЖДЕНИЕ» Управления «ЛЕНГЛАВХЛОППРОМ» МИНЛЕГПРОМ РСФСР (1919 г.— по наст. время)

Постановлением Президиума ВСНХ от 4 марта 1919 года Охтинская бумагопрядильная мануфактура Товарищества Охтинской бумагопрядильни, основанная в 1848 году и законсервированная 8 апреля 1918 года, была национализирована и вошла в состав предприятий «Петрохлопка». В 1925 году фабрика возобновила работу и была переименована в Ленинградскую государственную бумагопрядильную фабрику «Возрождение» треста «Ленинградтекстиль». В 1941-1945 годах фабрика была закрыта. В соответствии с приказом Министерства лёгкой промышленности РСФСР от 14 апреля 1970 года фабрика стала головным предприятием Ленинградского прядильно-ткацкого производственного объединения «Возрождение». С 18 февраля 1993 года ПО «Возрождение» зарегистрировано как АООТ (с июня 1996 года ОАО) «Возрождение».
Ордена Трудового Красного Знамени Охтинский государственный комбинат Управления химической промышленности ЛЕНСОВНАРХОЗА (1927—1969 гг.)
В феврале 1927 г. на базе Центрального опытного завода пороховых и взрывчатых веществ им. И.А. Авдеева создан Охтинский государственный химический завод Ленкрастреста, в 1931 году реорганизован в комбинат.
Дальнейшие переименования:
- 1941 год комбинат № 757,
- 1948 год Охтинский государственный химический комбинат.

В 1942 году комбинат награждён орденом Трудового Красного Знамени. В 1969 году вошёл в состав научно-производственного объединения «Пластполимер».

#### Российский государственный гидрометеорологический университет
Непрерывное активное развитие в России торгового мореходства в течение всего XIX века требовало преобразования метеорологии из прикладной науки в фундаментальную. При всех крупных университетах и ряде других высших учебных заведений России были основаны метеорологические обсерватории. В 1834 году академик Купфер А. Я. организует в Петербурге Нормальную магнитную и метеорологическую обсерваторию, ставшую эталоном для развёрнутой впоследствии сети метеорологических станций России. В 1915 году по инициативе Голицына Б. Б. было сформировано Главное военно-метеорологическое управление.

Период, начиная с 1920-х годов, характеризовался коренными преобразованиями в жизни нашей страны. Освоение северного морского пути, строительство гидроэлектростанций, развитие рыболовства и морского транспорта потребовали коренного расширения гидрометеорологических и океанологических исследований и подготовки соответствующих специалистов. В результате, в Москве приказом ЦИК и СНК СССР № 237 от 23 июля 1930 года на базе геофизического отделения физико-математического факультета МГУ был образован Московский гидрометеорологический институт, Эту дату принято считать временем рождения нынешнего Российского государственного гидрометеорологического университета (РРГМУ).

Со времени образования института с ним происходили следующие основные административные и территориальные изменения:

- в августе 1941 года его военный факультет реорганизован в Высший военно-гидрометеорологический институт Красной (Советской) Армии Главного управления гидрометеослужбы Красной Армии,

- в 1944 году институт переведён в Ленинград и согласно постановлению СНК СССР от 9 июля 1945 года реорганизован в Ленинградский гидрометеорологический институт Главного управления гидрометеослужбы при Совете Министров СССР,
 
- в 1946-1953, 1954-1959 годах институт подчинялся Министерству высшего образования СССР,1953-1954 годах Министерству культуры СССР, с 1959 года Министерству высшего и среднего специального образования СССР,

- в 1957 году ЛГМИ переехал из корпуса на набережной Макарова в здание, проектируемое как Дом Культуры на Малоохтинский проспект дом 98, где и сейчас находится первый корпус университета,
 
- в 1969 году у института появился второй учебный корпус на проспекте Металлистов дом 3,
 
- в апреле 1992 года ЛГМИ переименован в Российский государственный гидрометеорологический институт,

- в феврале 1998 года институт реорганизован в Российский государственный гидрометеорологический университет.

### Охта в годы фашистской блокады
30 августа 1941 года немцы вышли к Неве и заняли станцию Мга, 8 сентября был занят Шлиссельбург. Началась блокада города, в котором оставалось более 2,5 млн гражданских жителей. Примерно 400тыс. из них были дети. Длилась блокада 872 дня по 27 января 1944 года, когда с города было окончательно снято блокадное кольцо. Практически с самого начала Великой Отечественной войны Охта-Пороховые стали прифронтовыми районами города. Несмотря на то, что активных боевых действий в этом районе не было, фашисты ожесточённо его обстреливали. Именно в районе Охты-Пороховых проходила ветка Ириновской железной дороги, которая стала частью «Дороги жизни». В марте 1942 года при обстреле была уничтожена железнодорожная станция Ржевка. Зимой 1943 года бомбовым ударом была разрушена центральная Охтинская плотина. С большим трудом пробоина в плотине была заделана, что позволило не допустить остановки многих предприятий района. В годы блокады заводы Охты работали на полную мощность, на них была выпущена почти третья часть всей военной продукции блокадного Ленинграда.

#### Охтинский участок «Дороги жизни»
В годы войны на территории района Пороховых находилась станция Ржевка Ириновской железной дороги, через которую проходил единственный в черте города отрезок «Дороги жизни». Первый регулировочный пост находился на углу Большеохтинского проспекта и шоссе Революции. Регулировщицы, которыми были в основном, молодые девушки, обеспечивали безостановочный пропуск машин. В память об этом на Рябовском шоссе, 129 установлен памятник «Регулировщица». Памятник создан авторами Имрановым Я.А. и Изборским Б.А. в 1986 году по фотографии военного времени регулировщицы Веры Ивановны Роговой.

"Девчонка в ушанке спокойно и строго

На каменной стеле флажок подняла

Отсюда в бессмертье уходит дорога,

Что жизнь Ленинграду в блокаду спасла"
 
из стихотворения Анатолия Молчанова "Стелла "Регулировщица" на Ржевке"

От поста машины направлялись по Рябовскому шоссе на станцию Ржевка, а затем, на протяжении 45 км, через территорию Всеволожского района к Ладожскому озеру. В обратном направлении на станцию Ржевка с «Большой земли» прибывал транспорт с продовольствием, медикаментами, боеприпасами. Первые 7 км Рябовского шоссе от станции к центру города называли «Ржевским коридором». По нему грузовики или специальные локомотивы-трамваи развозили грузы до распределительных пунктов, медикаменты — в больницы, муку — на хлебозаводы, боеприпасы — в действующие войска. Эвакуация населения проводилась не с Финляндского вокзала, а со станций Пискарёвка и Ржевка. В настоящее время мемориальная трасса «Ржевский коридор», созданная в 1985 году по эскизам архитектора Лукьянова В. С., начинается у станции Ржевка, проходит по Рябовскому шоссе и сворачивает на улицу Коммуны. Далее проходит вдоль Ильинского сада и шоссе Революции. Вдоль всего многокилометрового пути, как верстовые столбы, установлены монументы со словами «Ржевский коридор».
- Локомотив-трамвай с мукой от Ржевки на хлебозавод, 1942 год
- Монумент «Хлеб насущный», 1985 год
- Барельеф монумента «Хлеб насущный» трассы «Ржевский коридор»

#### Предприятия Охты в блокадном городе
В годы блокады продолжали работать практически все охтинские предприятия и заводы: «Петрозавод», «Буревестник», «Баррикада», «Знамя Труда» имени Лепсе, Охтинский химический комбинат («Полимерстройматериалы»), фабрика «Пятилетка» и другие. Производственные программы и планы были переориентированы на военные нужды в соответствии с основным профилем предприятия и с учётом сложившихся условий блокады — значительное сокращение численности и изменение квалификации работающих, энергетические и сырьевые ограничения и пр.

«Петрозавод» являлся головным предприятием, ответственным за работу одного из секторов внутренней обороны города, располагавшегося прямо за проходной завода, в районе современного Новочеркасского проспекта. В короткий срок был вырыт противотанковый ров длиной около 6 км, созданы две линии укреплений, оснащённых 30 дзотами и 50 площадками для станковых пулемётов. С началом войны 119 петрозаводцев ушли добровольцами на фронт. 329 человек записались в народное ополчение. В партизанских и истребительных отрядах находилось 75 тружеников завода, 281 были призваны в ряды Армии и Флота по мобилизации. К декабрю 1941 года на заводе осталось менее 300 рабочих и служащих. В суровую зиму 1941—1942 годов от голода на заводе погибло около 200 человек. Не вернулось с войны 49 петрозаводцев. Все они занесены в Книгу памяти.
 
В годы войны на заводе изготавливались корпуса мин, бомб и снарядов. Всего до полного прекращения подачи электроэнергии завод выпустил около 90 тыс. корпусов мин и авиабомб, свыше 120 тыс. деталей для разных типов вооружения и боеприпасов. Переоснащались для военных нужд и строились новые речные буксиры, суда для водного участка «Дороги жизни» на Ладоге. Было спущено на воду 118 самоходных тендеров водоизмещением 15-20 тонн и 14 барж грузоподъёмностью до 900 тонн, на которых осуществлялись эвакуация людей и перевозка продовольствия и сырья по Ладожскому озеру.
В первые дни войны на заводе «Буревестник» (Малоохтинский пр., 68) было мобилизовано в армию около половины общего числа рабочих и инженерно-технических работников. Производство основной продукции мирного времени: рентгеновских аппаратов и выпрямительных установок, было остановлено и в срочном порядке перестроено на изготовление артиллерийских снарядов и гранат разного типа.

Завод «Северный пресс» (Таллинская ул., 7) уже в 1939 году был полностью переведён на изготовление военных заказов. С первых дней Великой Отечественной войны на заводе изготавливались ручные гранаты РГД, коробки противогазов, дымовые шашки, опытные партии противопехотных мин, ружейные маслёнки, ракетницы, глубинные бомбы. После освобождения Ленинграда от вражеской блокады северопрессовцы своими силами проводили работы по восстановлению предприятия. На закрытой территории современного АО «Северный пресс» установлен мемориальный комплекс «Слава подвигу северопрессовцев, наших друзей и товарищей, отдавших жизнь за Родину на фронтах Великой Отечественной войны и в осаждённом Ленинграде». На стелле, открытой 7 мая 1975 года к 30-летию Победы, нанесены имена заводчан, погибших во время Великой Отечественной войны.

Головной завод «Баррикада» (пр. Энергетиков, 9), основанный в 1901 году для производства цементно-песчаных труб и деталей канализационных конструкций, с началом войны переориентировался на производство военной продукции. В 1941-1944 годах на заводе начали массовое изготовление форм для сборных орудийных дотов, оголовников для командных пунктов, противотанковых надолбов и другой продукции, необходимой для обороны города. В декабре 1943 года завод приступил к выпуску мирной продукции — изделий для восстановления разрушенных зданий города.

На заводе «Русские самоцветы» в соответствии с его основным профилем было налажено производство деталей оптических приборов. В дополнение наладили выпуск ручных гранат.

#### Школы блокадной Охты
В годы Великой Отечественной войны многие школы города были закрыты или эвакуированы, но часть школ продолжала работать в блокадном Ленинграде. 20 октября 1941 года было принято постановление Исполкома Ленгорсовета о начале учебного года в школах города. В декабре 1941 года, в самое трудное, голодное и холодное время, занятия продолжались лишь в 39 школах Ленинграда. По воспоминаниям охтинцев зимой 1941-1942 года дети практически не учились. Начавшие работать в сентябре на Охте школы вскоре закрылись. Ударили сильнейшие 40 градусные морозы зимы 1941-1942 года, начался голод, смерть уносила всё большее число людей. Родители боялись выпускать детей из домов. Занятия проходили в опустевших помещениях какого-либо учреждения, в которое была переведена школа, основное здание которой, как правило, было передано госпиталю. Помещения не отапливались, заниматься приходилось в верхней одежде. Урок продолжался 20-25 минут — больше не выдерживали ни ученики, ни учителя. Писали карандашами, так как чернила замерзали в чернильницах. Постоянного состава класса не было — занимались те, кто пришёл. Количество приходящих каждодневно уменьшалось, так же, как и число преподавателей.

Несмотря на тяжелейшие условия, всю блокаду работала 148 школа на Панфиловой улице, 21 (в настоящее время Центр технического творчества «Охта»). Продолжала работать школа 141 — сначала в бомбоубежище на Гусевой улице, потом вернулась в здание на проспекте Металлистов, которое прежде было занято под госпиталь. Шли занятия в 140 школе, размещавшийся в дореволюционном здании училища имени Петра Великого на Большеохтинском пр. (в настоящее время здание утрачено).

В 1942 учебном году начала работать 145 школа, которая разместилась в доме 51 по Малоохтинскому проспекту (в настоящее время Санкт-Петербургское государственное бюджетное учреждение «Социально-реабилитационный центр для несовершеннолетних «Малоохтинский дом трудолюбия»). Директором школы была Межина Татьяна Николаевна. Она родилась в семье охтинского мещанина в 1894 году. Получила педагогическое образование по предмету «Русский язык и словесность». После окончания войны продолжала возглавлять школу 145, переведённую в здание по адресу Новочеркасский пр., дом 31, до 1955 года. Умерла в Ленинграде в 1981 году, похоронена на Большеохтинском кладбище. За плодотворную общественную и педагогическую деятельность награждена Орденом Ленина.

В разное время в годы войны работали 133 женская школа на шоссе Революции (в настоящее время здание ГИБДД). На Пороховых работали 134 мужская школа на Отечественной улице (до войны существовала под номером 3), 149 школа на Челябинской улице (до войны школа номер 29), школа на «3 посёлке» (в настоящее время улица Лесопарковая). В январе 1942 года в школах, где не прекращались занятия, были объявлены каникулы. В школах, театрах, концертных залах для детей были организованы новогодние ёлки с подарками и сытным блокадным обедом: суп-лапша, каша, хлеб и желе.

В годы блокады продолжали работать два детских дома — на Гурдиной улице (в настоящее время улица им. Героя Советского Союза А. Молдагуловой, довоенной воспитанницы детского дома) и на Малоохтинском проспекте.

В свободное от занятий время школьники в меру своих детских сил и возможностей старались и помогали взрослым в обороне города. Кто мог — трудился на станках на предприятиях Охты, выпускавших военную продукцию. Наравне со взрослыми школьники дежурили на чердаках и крышах домов, где гасили зажигательные бомбы и возникшие пожары. Их называли «часовыми ленинградских крыш». Школьники дежурили в госпиталях, читали раненым газеты и книги, писали им письма домой, помогали врачам и медсёстрам, мыли полы и убирали палаты. В 145 школе, как и во всех школах Ленинграда, была организована пионерская «тимуровская» команда: носили воду, дрова больным и раненым охтинским жителям, навещали стариков, больных, разносили почту. С весны до поздней осени в 1942-1944 годах школьники работали на совхозных полях, чтобы помочь в обеспечении города овощами.
В 1943 году группа школьников (с пятого по седьмой класс) 145 школы работала в подсобном хозяйстве от завода № 371 (Металлический завод им. Сталина), в селе Большое Манушкино Всеволжского района в трёх километрах от линии фронта. Они помогали выращивать овощи, проводить огородные работы (прополку, окучивание). Собирали лебеду и крапиву, из которых рабочим завода варили щи. В день нужно было собрать 24 кг крапивы и лебеды.

Летом 1942 года был открыт Дом пионеров и школьников, где работали разные кружки. Занимались в этих кружках и охтинские школьники. В ДПШ учеников принимали в пионеры. Весной 1943 года стало известно, что в Ленинграде летом будет проведён физкультурный парад молодёжи города на Дворцовой площади (тогда площадь Урицкого). В школах города, в том числе и охтинских, были отобраны участники парада. При подготовке к параду школьники Охты репетировали выполнение различных движений, построение фигур, которые вошли потом в общую программу выступления.

Из воспоминаний охтинской школьницы, блокадницы Эммы Казаковой:«Парад прошёл прекрасно. Мы ещё раз доказали врагам, что живы, полны сил и духа для борьбы и нормальной человеческой жизни. Только точных дат парада я не помню. (В 1943 году пятый День физкультурника проходил 18 июля) Стояла хорошая погода. На Дворцовую площадь мы выбежали с набережной Мойки, построились и начали выступление под музыку оркестра. Было очень красиво. Девочки в оранжевых купальниках с зелёными лентами в руках, мальчики с мячами. Вот такие у нас были «Олимпийские игры» в блокадном городе. Жаль, что никто не снимал это действие на плёнку».

#### Блокадные будни жителей Охты
С начала войны фашистские войска вели стремительное наступление и уже 25 августа Ленинград был объявлен на осадном положении, а 8 сентября город оказался в блокаде в окружении врага.

Немцы постоянно бомбили железную дорогу в районе станции Ржевка, жилые районы города и его ближайшие пригороды. Из воспоминаний активистки Совета ветеранов Малой Охты Козловской В.Д.: «Первого сентября 1941 года занятия в школах не начались — там разместились госпитали. В одну из них на Республиканской улице, где сейчас дом 14, в сентябре 1941 года попала бомба, прямо в середину здания, и пробила все этажи сверху до низу — страшная картина. Грузовые машины шли потоком, увозя окровавленных, вновь пострадавших раненых для оказания им помощи в другие госпитали, больницы и даже поликлиники».

В дневниковой записи главного инженера ленинградской 5-й ГЭС на Охте за 30 августа 1942 года читаем: «По Неве мимо станции плывут трупы красноармейцев. Весь день плывут трупы. Выше по реке у Ивановского идут бои».

С началом бомбардировок в августе месяце на Охте были созданы отряды, которые дежурили в вечерние и ночные часы, скидывая во время налётов вражеской авиации зажигательные бомбы с крыш домов; они охраняли склады, железную дорогу, патрулировали улицы города, возводили бомбоубежища и строили оборонительные сооружения на подступах к городу. Для борьбы со вражескими парашютистами были оборудованы пулемётные и огневые точки, установлены зенитные пулемёты.
Тяжёлое время для жителей осаждённого города наступило с приходом суровых морозов зимы 1941—1942 годов. На этот период выпало самое большое количество смертей. Многие тысячи охтян похоронены на Малоотинском, Большеохтинском и Пискарёвском кладбищах. Найденные не захороненные трупы до захоронения свозили на специальные пункты. Один из таких пунктов находился в недостроенном с довоенных времён единственном кирпичном доме номер 14 на чётной стороне улицы Стахановцев. По справке нархозучёта на 1 декабря 1943 года в Ленинграде осталось 549200 человек, а в Красногвардейском районе — 37900 человек.

В январе 1942 года из-за сильных морозов вышли из строя центральное отопление, водопроводная и канализационная сети. Жители ходили за водой на Неву и Охту. Перестали работать коммунальные предприятия, было прекращено электроснабжение. В жилых домах были установлены временные печки. Деревянные здания разбирались на топливо. Из воспоминаний жительницы Большой Охты блокадницы Аверьяновой-Фёдоровой Е.Н. : «22 января 1942 года. Свету нет, воды нет, движения нет. Трамваи не ходят. Автомашины проходят очень редко. Зато очень много пешеходов с санями, гробами, с мертвецами. Это единственное движение по городу. Магазины все закрыты, только булочные, да некоторые продуктовые магазины, и те пустые и тёмные. Люди все опухшие, страшные, чёрные, грязные, тощие. Все постарели. Молодые стали такие страшные, старые, что просто жутко смотреть. Очень много домов разрушено...».

По воспоминаниям блокадников весна 1942 года выдалась ранней и бурной. В быстро таящем снеге стали проявляться вмёрзшие в лёд трупы погибших, резко возросла опасность возникновения эпидемий. Потому уже в марте были сформированы специальные бригады, которые занимались уборкой трупов с улиц и найденных оставленными в пустующих квартирах и их захоронением. Массовые захоронения происходили на Пискарёвском и Большеохтинском кладбищах, где были вырыты огромные котлованы и траншеи. Всю войну на Большеохтинском кладбище действовал храм Св. Николая Чудотворца.
С отключением водопровода приносимой жителями воды едва хватало на самые необходимые нужды. Мыться не могли. На Охте было несколько бань, которые с началом блокады перестали работать. Одной из старейших была баня на Среднеохтинском проспекте. В настоящее время она продолжает действовать по адресу Среднеохтинский проспект, 36. Вот как вспоминает блокадница Эмма Казакова об открытии в марте 1942 года этой бани: «...И вдруг разнёсся слух, что открывают бани. Это был светлый луч надежды на какую-то новую жизнь. В нашей бане открыли один класс — общий, для мужчин и женщин одновременно. Приходить надо было со своими тазами, так как шаек было очень мало. Очередь была в баню огромная. Стояли часами, но никто не уходил. Боже мой, какими мы увидели людей, старых знакомых и соседей, которых не встречали всю зиму. Многих не было в живых. А пришедших мы не могли узнать ...»
.

С наступлением тёплой погоды весной жителям Охты были выделены под огороды пустующие земельные участки в садиках, парках, дворах домов, пустырях на окраинах города, которые хорошо видны на немецкой аэрофотосъёмке сентября 1942 года. Для посадки были выданы семена моркови, репы, брюквы и турнепса. Нехитрый урожай этих огородов помог выжить в том году многим жителям Охты — Пороховых.

Весной 1942 года на Охте было восстановлено трамвайное движение, возобновил показы небольшой кинотеатр "Огонёк", который находился на месте дома № 12 по Большеохтинскому проспекту.

Все годы блокады на 4-й Жерновской улице работала Пороховская библиотека.

### Охта в послевоенный период
Работы но восстановлению Ленинграда начались в тяжелейших материальных и организационных условиях сразу после снятия блокады. 29 марта 1944 года Государственный комитет обороны принял решение о первоочередных мерах помощи Ленинграду. По призыву партийной организации в Ленинграде развернулось движение за овладение второй, строительной профессией. На восстановлении города ленинградцы добровольно отработали в воскресные дни около 50 млн час. К 1947 году трудящиеся в основном восстановили довоенный облик города. Промышленность Ленинграда к 1949 году достигла довоенного уровня, а к концу 5-й пятилетки (1955 год) объём промышленной продукции увеличился по сравнению с 1940 годом в 2,3 раза.
Восстанавливалось и развивалось коммунальное хозяйство и транспортная сеть города. Увеличены мощности водопроводных станций, проделана большая работа по газификации и теплофикации жилого фонда.

#### Предприятия Охты
Завод «Знамя труда» им. Лепсе
С окончанием войны коллектив завода перестраивается на выпуск мирной продукции. Уже в 1945 году предприятие начало выпуск двигателей переменного тока мощностью 1,1 кВт, велодинамо, электродвигателей для текстильной промышленности и других изделий. После войны гражданская авиация страны начала пополняться новыми самолётами, которые укомплектовывались электрооборудованием завода имени Лепсе. Затем завод оснащал реактивную авиационную технику, а позднее и сверхзвуковые летательные аппараты. Послевоенные годы характеризуются резким повышением уровня технических знаний. То, что не получили люди в военные годы, они старались наверстать в мирное время. В 1957 году по инициативе завода в городе Кирове был создан филиал ВЗЭИ, который затем преобразован в политехнический институт. Базовым учебным заведением завода стал также авиационный техникум, созданный в конце войны.

Коллектив завода был постоянно нацелен на совершенствование производства, внедрение новой техники и технологий. Например, в 1959 году на заводе им. Лепсе впервые в отрасли создан отдел автоматизации и механизации.
Среди технических мероприятий 50-60-70-х годов – реконструкция литейного цеха, создание комплекса по пропитке и сушке обмоток. Большие работы проводились по восстановлению инструмента. Немалый вклад в общее дело вносили рационализаторы и изобретатели. Создавались рационализаторские бригады, устраивали вечера новаторов производства.
Большое внимание уделяется и решению вопросов соцкультбыта. Растёт жилищное строительство. Постепенно исчезают бараки, на их месте появляются благоустроенные дома. Строительство ряда домов и некоторых социальных объектов ведётся методом народной стройки. В конце 60-х годов все улицы микрорайона заасфальтированы, полностью завершена теплофикация домов. Удовлетворён спрос на детские учреждения, построены лечебный комплекс, профилакторий, новая столовая.
Завод рентгеновской аппаратуры «БУРЕВЕСТНИК»
После прорыва блокады встала задача скорейшего и полного восстановления производства. По приказу наркомата «Буревестник» возобновил выпуск рентгеновской аппаратуры. Спрос на неё был очень велик.

В 1945 году выпуск продукции завода уже составлял почти половину довоенного, в то время как ещё год назад он не достигал и четверти довоенного.

В 1948 году наметился отход предприятия от ранее сложившегося профиля производства. Кроме рентгеновского медицинского оборудования, в цехах завода осуществлялось массовое производство изделий для промышленных нужд на базе ранее разработанных заводом феррорезонансных стабилизаторов напряжения. Осваивался выпуск серии электроагрегатов для электрофильтров. Знаменательной вехой в истории завода стало освоение производства рентгеновских установок для структурного анализа материалов. На эти установки сразу появился огромный спрос, ими оснащались рентгенофизические лаборатории многих исследовательских институтов и промышленных предприятий.

В 1953 году перед коллективом «Буревестника» была поставлена задача полной замены всей выпускаемой продукции на новую, более совершенную, соответствующую техническому уровню ведущих мировых производителей. Незадолго до этого на заводе впервые была создана довольно удачная установка для структурного анализа материалов – УРС-50И. Она сразу же нашла широкое применение в промышленности для контроля качества поковок, сварки, отливок.
В номенклатуре завода всё в большем объёме появлялись рентгеновские установки и приборы промышленного назначения. Задачи, поставленные перед «Буревестником», требовали значительного расширения номенклатуры изделий, увеличения количества выпускаемых заводом аппаратов. Коренная реконструкция завода стала делом безотлагательным.
Завод «Краснознамёнец»

Деятельность предприятия в послевоенный период характеризуется резким ростом объёма научных исследований и опытно-конструкторских разработок, направленных на создание новых и перспективных средств инициирования для боеприпасов, ракетно-космической и авиационной техники, военно-морского вооружения, взрывателей и взрывательных устройств. В 1946 году на предприятии было образовано отраслевое Государственное конструкторско-технологическое бюро. На базе Бюро был создан Ленинградский научно-исследовательский институт химического приборостроения (ЛНИИХП). В 1975 году на базе опытного завода и института было образовано Научно-производственное объединение «Краснознамёнец».

Глубокие исследования с привлечением академических и образовательных институтов в области физики твёрдого тела, детонации и кумуляции, позволили создать средства инициирования нового поколения с улучшенными тактико-техническими требованиями по быстродействию, миниатюризации и термостойкости. В это же время были заложены основы перспективного научного направления – создания средств и систем разделения жёстких связей в объектах ракетно-космической техники на основе детонирующих удлинённых зарядов и разрывных болтов. В период с 1960 года по 1990 год в составе боеприпасов, вооружения и военной техники ежегодно принималось на снабжение Советской Армии и Военно-Морского Флота от 9 до 15 новых средств инициирования. Для обеспечения взрывного бурения глубоких и сверхглубоких скважин были разработаны и внедрены в народное хозяйство термостойкие детонирующие шнуры, защищённые взрывные патроны. К началу 1990-х годов номенклатура выпускаемых средств инициирования составила около 680 изделий.

За самоотверженный труд многие работники завода «Краснознамёнец» награждены правительственными наградами – орденами Ленина, Трудового Красного Знамени, Октябрьской Революции, «Знак Почёта», Трудовой Славы 3 степени, медалями «За трудовое отличие», «За трудовую доблесть».
Завод «Северный пресс»
В послевоенное время завод «Северный пресс» изготавливал изделия широкого потребления: массовое производство электропатефонов, из отходов производства изготавливались детские игрушки, жестяные банки и бидоны. На заводе постоянно велись строительные и ремонтные работы, реконструировались и вводились в эксплуатацию новые цеха, жильё для заводчан.

В 1950 году предприятие вошло в состав Министерства судостроительной промышленности СССР, профиль производства был изменён на изготовление сложной радиотехнической аппаратуры, потребовалось освоить новые технологические процессы, осуществить реконструкцию зданий в целях создания новых производственных площадей, создать качественно новые цеха и участки, отвечающие современным требованиям. Перед заводом была поставлена задача: освоить производство новейшей радиотехнической аппаратуры для кораблей Военно-Морского флота, завод «Северный Пресс» стал носить название «Предприятие почтовый ящик № 752». По существу, начался новый этап в развитии завода на базе научно-технического прогресса.

В 1952 году был разработан генеральный план развития, по которому реорганизована производственная структура завода, созданы новые цеха, проведена переподготовка кадров, построены новые корпуса пионерского лагеря на Карельском перешейке, построен жилой дом на 150 квартир.

Одними из первых изделий нового приборостроительного завода Министерства судостроительной промышленности стали РЛС «Заря» управления торпедной стрельбой с надводных кораблей и РЛС для подводных лодок «Флаг». Простая и надёжная, на электронных лампах РЛС «Флаг» выпускалась сначала для своих кораблей, затем поставлялась в ряд зарубежных стран вплоть до 1990-х годов.

Заводом постоянно были успешно сданы все государственные военные заказы, производственный план ежегодно выполнялся по всем технико-экономическим показателям. Одновременно наращивалось производство товаров народного потребления (ТНП). Освоены новые электропроигрыватели ЭМУ «Ласточка». Вплоть до 1990-х годов завод выпускал большой объём ТНП: зажигалки, баллончики с топливом для зажигалок, детские пластмассовые игрушки, игровые компьютеры, домофоны, прецизионные и торговые электронные весы и ряд других изделий.

В 1956 году завод был передан в НИИ — 49 (сейчас ОАО «Концерн «Гранит-Электрон») в качестве опытного завода для отработки новых образцов аппаратуры, позже входил в состав ЛНПО «Гранит». Указом Президиума Верховного Совета СССР от 18 января 1971 года коллектив завода «Северный пресс» награждён орденом Трудового Красного Знамени.

В 1974 году на заводе был создан цех микроэлектроники, в 1976 году — цех печатных плат на базе новейшего оборудования «Микроника».

К началу 90-х годов завод представлял собой мощное, высокотехнологичное предприятие. Кроме передовых технологий завод обладал высококвалифицированными кадрами, настоящими специалистами в своих областях. Это позволяло успешно отрабатывать опытные образцы изделий и осуществлять поставку различной аппаратуры для кораблей морского флота, концентрировались усилия коллектива завода по созданию новых наукоёмких производств: микроэлектроники, гироскопии, плат печатного монтажа, волноводов, спецэлектроэлементов.
ОАО «ПЕТРОЗАВОД» (Завод № 370)

В 1940–1946 годах «Петрозавод» носил наименование «Завод № 370» Народного Комиссариата судостроительной промышленности СССР, в 1946–1966 годах — «Завод (с 1960 года — организация) «Почтовый ящик № 711» Министерства судостроительной промышленности СССР, а с 01 июля 1957 года — завод находился в ведении Совета народного хозяйства Ленинградского экономического административного района.

01 июля 1966 года приказом Министерства судостроительной промышленности СССР от 31 января 1966 года № 0056 «Организация «Почтовый ящик № 711» стала именоваться Ленинградским «Петрозаводом» Министерства судостроительной промышленности СССР. С 1969 года «Петрозавод» вошёл в состав научно-производственного объединения «Ритм». К сожалению, установить номера и даты издания некоторых приказов, в соответствии с которыми проводились реорганизации предприятия, не представилось возможным, так как эти приказы являются секретными и не подлежат открытой публикации.

В советское время на «Петрозаводе» успешно осваивались сварочные операции, необходимые в судостроении, строились различные суда-баржи, речные пассажирские катера и пароходы, плавмастерские, а также морские и речные буксиры типов: «Марс», «Передовик», «Атлант», «Сатурн», а в 1990-е годы завод осваивал производство подводных аппаратов исследовательского и экскурсионного назначения и малотоннажных патрульных катеров. Однако в связи с экономическими трудностями в стране, производство на «Петрозаводе» постепенно было сокращено. На территории завода начали образовываться небольшие предприятия, которые в основном занимались выпуском продукции, не связанной с профилем «Петрозавода» (кухонной утвари, электробытовых приборов и других товаров широкого потребления). Решением Регистрационной палаты Мэрии Санкт-Петербурга от 16 июня 1994 года Ленинградский «Петрозавод» был реорганизован в Акционерное общество открытого типа «Петрозавод», а решением Регистрационной палаты Администрации Санкт-Петербурга от 16 сентября 1997 года № 83161 завод получил наименование Открытое акционерное общество «Петрозавод».
C 18 февраля 1998 года введено арбитражное, а с 05 сентября 2000 года — конкурсное производство и к концу 2001 года предприятие полностью прекратило свою деятельность.
Охтинский государственный химический комбинат
 
Послевоенные годы стали для комбината годами новой технической реконструкции. Осваивались новые производства, росли новые цеха. Профиль комбината не изменился: как и прежде, он специализировался на производстве пластических масс. В это же время на комбинате развиваются научно-исследовательские и опытные работы в области синтеза новых полимерных материалов и их переработки. Осваиваются технологии производства поливинилбутиральной плёнки, винипластовой продукции (листа, труб, стержней), пресспорошков, фенолоформальдегидных смол, триацетата целлюлозы и др. Впервые в стране создаются производства полиэтилена высокого давления, этилцеллюлозы и эпоксидных смол.

В 1969 году было создано научно-производственное объединение «Пластполимер», в которое вошёл Охтинский химический комбинат. На базе ОНПО «Пластполимер» в 1993 году было образовано ОАО «Пластполимер», которое является одним из крупнейших отраслевых научно-производственных и проектных объединений в области исследования и разработки технологии производства широкого ассортимента пластмасс: фторопластов, полистирольных и поливинилацетатных пластиков, создания и проектирования пилотных и промышленных установок для их производства.